# Regatul Unit al Marii Britanii și Irlandei
Regatul Unit al Marii Britanii și Irlandei a fost uniunea Regatului Marii Britanii și a Regatului Irlandei într-un singur stat suveran, înființat prin Legile de Unire din 1801. A continuat în această formă până în 1927, când a evoluat în Regatul Unit al Marii Britanii și Irlandei de Nord, după ce Statul Liber Irlandez a obținut un anumit grad de independență în 1922. I se spunea sinecdocal și Marea Britanie, sau Anglia.
Industrializarea rapidă care a început în deceniile anterioare formării statului a continuat până la mijlocul secolului al XIX-lea. Marea Foamete Irlandeză, exacerbată de inacțiunea guvernului la mijlocul secolului al XIX-lea, a dus la un colaps demografic în mare parte a Irlandei și la intensificarea revendicărilor de reformă funciară în Irlanda. Secolul al XIX-lea a fost o eră a Revoluției Industriale și a dezvoltării comerțului și finanțelor, în care Regatul Unit a dominat în mare măsură economia mondială. A existat o puternică migrație externă spre principalele posesiuni britanice de peste mări și către Statele Unite.
De pe insulele sale din largul coastei Europei, Regatul Unit a finanțat coaliția care a învins Franța în timpul războaielor napoleoniene și și-a dezvoltat Marina Regală, care a permis Imperiului Britanic să devină principala putere mondială în secolul următor. De la înfrângerea lui Napoleon până la Primul Război Mondial, Regatul a fost aproape în permanență în pace cu celelalte Mari Puteri dar s-a angajat în ample războaie în Africa și Asia, cum ar fi Războaiele Opiului, pentru a-și extinde imperiul și influența. Biroul Colonial și Biroul Indiilor au guvernat printr-un număr mic de administratori care gestionau unitățile imperiului la nivel local, în timp ce instituțiile locale s-au dezvoltat. India Britanică a fost de departe cea mai importantă posesiune de peste mări. În politica externă, politica centrală a fost promovarea comerțului liber, care a permis finanțatorilor și negustorilor britanici să opereze cu succes în țări altfel independente, cum ar fi în America de Sud. Începând cu a doua jumătate a secolului al XIX-lea, guvernul imperial a acordat o autonomie crescândă guvernelor locale din coloniile în care coloniștii albi erau dominanți din punct de vedere politic, acest proces ducând la transformarea Canadei, Australiei, Noii Zeelande, Newfoundlandului și Africii de Sud în dominioane autonome. Deși rămâneau părți ale Imperiului, acestora li s-a permis o mai liberă gestionare a afacerilor lor interne, Regatul Unit rămânând responsabil doar pentru politicile externe și comerciale ale acestora.
În ceea ce privește alte puteri, britanicii au rămas nealiniați până în secolul al XX-lea, când puterea navală crescândă a Imperiului German a ajuns să fie văzută ca o amenințare existențială pentru Imperiul Britanic. Ca răspuns, Londra a început să coopereze cu Japonia, Franța și Rusia, și s-a apropiat de Statele Unite. Deși nu era aliată oficial cu niciuna dintre aceste puteri, până în 1914 politica britanică se angajase aproape complet să declare război Germaniei dacă aceasta din urmă ataca Franța. Aceasta s-a întâmplat în 1914, când Germania a invadat Franța prin Belgia, a cărei neutralitate fusese garantată de Londra. Primul Război Mondial care a urmat a opus Puterile Aliate și Asociate, inclusiv Imperiul Britanic, Franța, Rusia, Italia și SUA, împotriva Puterilor Centrale, Germania, Austro-Ungaria și Imperiul Otoman. Războiul s-a încheiat cu o victorie a Aliaților în 1918, victorie obținută însă cu un cost uriaș pentru forța de muncă, materialele și trezoreria britanice.
Dorința crescândă de autoguvernare a Irlandei a dus la Războiul de Independență al Irlandei, care a dus mai departe la recunoașterea de către britanici a Statului Liber Irlandez în 1922. Deși Statul Liber era guvernat în mod explicit sub statut de dominion și, prin urmare, nu era o organizație politică complet independentă, ca dominion nu mai făcea parte din Regatul Unit și a încetat să mai fie reprezentat în Parlamentul de la Westminster. Șase comitate din nord-estul Irlandei, care din 1920 erau guvernate sub o formă mai limitată de autonomie, au renunțat la aderarea la Statul Liber și au rămas parte a Uniunii. Având în vedere aceste schimbări, statul britanic și-a schimbat numele în Regatul Unit al Marii Britanii și Irlandei de Nord la 12 aprilie 1927, prin Legea privind Titlurile Regale și Parlamentare. Regatul Unit de astăzi este același stat, o continuare directă a ceea ce a rămas după secesiunea Statului Liber Irlandez, nu un stat succesor complet nou.

## Din 1801 până în 1820

### Unirea Marii Britanii și Irlandei
O scurtă perioadă de independență limitată pentru Regatul Irlandei a luat sfârșit în urma Rebeliunii Irlandeze din 1798, care a avut loc în timpul războiului britanicilor cu Franța revoluționară. Teama Regatului Marii Britanii ca o Irlandă independentă să nu se alăture cumva Franței Revoluționare împotriva lui a dus la decizia de a uni cele două țări. Aceasta s-a realizat prin legi adoptate în parlamentele ambelor regate și a intrat în vigoare la 1 ianuarie 1801. Britanicii îi lăsaseră pe irlandezi să creadă că pierderea independenței legislative avea să fie compensată prin emanciparea catolicilor, adică prin eliminarea blocajelor civile impuse romano-catolicilor atât în Marea Britanie, cât și în Irlanda. În ciuda simpatiei personale pentru romano-catolici, regele George al III-lea credea că acceptarea emancipării catolice ar încălca jurământul său de încoronare de a susține credința protestantă, iar lipsa sa de sprijin pentru inițiativă l-a determinat pe prim-ministrul William Pitt cel Tânăr să demisioneze.

### Războaiele Napoleoniene
În timpul Războiului celei de a Doua Coaliții (1799–1801), Marea Britanie a ocupat majoritatea posesiunilor franceze și neerlandeze de peste mări, Țările de Jos devenind un stat satelit al Franței în 1796, dar bolile tropicale au curmat viața a peste 40.000 de soldați. Când tratatul de la Amiens a pus capăt războiului, Marea Britanie a acceptat să retrocedeze majoritatea teritoriilor pe care le cucerise. Acordul de pace a fost, în fapt, doar un armistițiu, iar Napoleon a continuat să-i provoace pe britanici încercând un embargou comercial asupra țării și ocupând orașul Hanovra, capitala Electoratului, un ducat de germanofon al Sfântului Imperiu Roman care se afla într-o uniune personală cu Regatul Unit. În mai 1803, s-a declarat din nou război. Planurile lui Napoleon de a invada Marea Britanie au eșuat, în principal din cauza inferiorității marinei sale, iar în 1805 o flotă a Marinei Regale condusă de Nelson a învins decisiv Marina Imperială Franceză și Marina Regală Spaniolă la Trafalgar, aceasta fiind ultima acțiune navală semnificativă din războaiele napoleoniene.
În 1806, Napoleon a emis decretele de la Berlin, o serie de acte care au instaurat Sistemul Continental. Această politică urmărea eliminarea amenințării reprezentate de britanici prin închiderea teritoriului controlat de Franța pentru comerțul exterior. Armata britanică a rămas o amenințare minimă pentru Franța; aceasta a menținut o forță permanentă de doar 220.000 de oameni în perioada de vârf a războaielor napoleoniene, în timp ce armata imperială franceză depășea un milion de oameni — pe lângă armatele numeroșilor aliați și câteva sute de mii de gărzi naționale pe care Napoleon le putea recruta în armatele franceze atunci când era nevoie de ele. Deși Marina Regală a perturbat efectiv comerțul extracontinental al Franței — atât prin confiscarea și amenințarea navelor franceze, cât și prin confiscarea posesiunilor coloniale franceze — aceasta nu a putut face nimic în privința comerțului Franței cu principalele economii continentale și a reprezentat o amenințare redusă pentru teritoriul european al Franței. Populația și capacitatea agricolă a Franței le depășeau cu mult pe cele ale Insulelor Britanice, dar erau mai mici în ceea ce privește industria, finanțele, marina comercială și puterea navală.
Napoleon se aștepta ca separarea Marii Britanii de Europa continentală să pună capăt hegemoniei economice a acesteia. Dimpotrivă, Marea Britanie deținea cea mai mare capacitate industrială din lume, iar stăpânirea mărilor i-a permis să-și construiască o putere economică considerabilă prin comerțul cu posesiunile sale și cu Statele Unite. Răscoala spaniolă din 1808 i-a permis în sfârșit Marii Britanii să câștige un cap de pod pe continent. Ducele de Wellington i-a alungat treptat pe francezi din Spania, iar la începutul anului 1814, în timp ce Napoleon era respins în est de Armata Regală Prusacă, Armata Imperială Austriacă și Armata Imperială Rusă, Wellington a invadat sudul Franței. După capitularea și exilul lui Napoleon în Principatul Elba, pacea părea să se fi întors. Napoleon a revenit însă brusc în 1815, dar aliații s-au unit, iar armatele lui Wellington și ale lui Gebhard Leberecht von Blücher l-au învins definitiv pe Napoleon în bătălia de la Waterloo.

### Războiul din 1812 cu Statele Unite

Semnarea tratatului de la Ghent care a pus capăt războiului cu Statele Unite (de Amédée Forestier, c. 1915)

Pentru a învinge Franța, Regatul Unit a pus presiuni puternice asupra Statelor Unite, confiscând nave comerciale suspectate că făceau comerț cu Franța și recrutându-i forțat pe marinarii născuți în Regatul Unit, indiferent dacă revendicau cetățenia americană. Agenții guvernului britanic au înarmat triburile indigene americane din Canada care atacau așezările americane de la frontieră. Americanii s-au simțit umiliți și au cerut război pentru a-și restabili onoarea, deși erau total nepregătiți. Războiul din 1812 a fost un conflict minor și lateral pentru britanici, dar armata americană a avut rezultate foarte slabe și nu a reușit să atace cu succes Canada. În 1813, americanii au preluat controlul asupra lacului Erie și, prin urmare, asupra vestului provinciei Ontario, scoțând din luptă majoritatea triburilor indiene. Când Napoleon a capitulat pentru prima dată în 1814, trei forțe separate au fost trimise să-i atace pe americani în nordul statului New York, de-a lungul coastei Marylandului (au incendiat Washingtonul, dar au fost respinși la Baltimore) și în amonte pe râul Mississippi, suferind o înfrângere masivă în bătălia de la New Orleans. Fiecare operațiune s-a dovedit a fi un eșec, generalii comandanți britanici fiind uciși sau căzând în dizgrație. Războiul a rămas într-un impas, lipsit de obiectiv. La sfârșitul anului 1814 s-a încheiat o pace negociată care a restabilit granițele dinainte de război. Canada britanică și-a sărbătorit eliberarea de sub posibila cucerire americană, americanii au sărbătorit victoria într-un „al doilea război de independență”, iar Marea Britanie a sărbătorit înfrângerea lui Napoleon. Tratatul a deschis calea pentru două secole de pace și granițe deschise.

### Reacțiunea postbelică: 1815–1822
Regatul Unit a ieșit din războaiele napoleoniene arătând ca o țară foarte diferită de cea din 1793. Pe măsură ce Revoluția Industrială progresa, societatea s-a schimbat, devenind mai urbană. Perioada postbelică a cunoscut o recesiune economică, iar recoltele slabe și inflația au provocat tulburări sociale pe scară largă. Conducerea Regatului era extrem de conservatoare, mereu atentă la semnele de activitate revoluționară de genul celei care afectase atât de profund Franța. Istoricii au găsit foarte puține semne, observând că mișcările sociale precum metodismul încurajau puternic sprijinul conservator pentru status quoul politic și social.
Printre principalele schimbări constituționale s-au numărat o reformă a Parlamentului și un declin accentuat al puterii și prestigiului monarhiei. Prințul regent a devenit regele George al IV-lea în 1820, și a cerut Parlamentului divorțul de soția sa, regina Caroline de Braunschweig, pentru a se putea căsători cu iubita sa preferată. Opinia publică și a elitei era ferm de partea reginei și regele a fost ridiculizat. Fiascoul a contribuit la ruinarea prestigiului monarhiei și a știrbit din puterea pe care o deținuse regele George al III-lea în perioada de sănătate mintală. Istoricul Eugene Black spune:
Daunele erau irevocabile. Suveranul devenea din ce în ce mai mult o contradicție simbolică în propria sa epocă. Prin nebunie, prostie și imoralitate, cei trei predecesori ai Victoriei au diminuat valoarea monarhiei. Abia cei treizeci de ani de strictă virtute domestică a Reginei Victoria au redobândit în sfârșit strălucirea simbolică a suveranului.

#### Ultra Tories: Masacrul de la Peterloo și cele Șase Legi
au devenit mai înțelepți, mai buni, mai frugali, mai cinstiți, mai respectabili, mai virtuoși, decât fuseseră vreodată. Răul încă înflorea, dar cei buni erau mai buni, în vreme ce obiceiurile frivole erau abandonate pentru preocupări mai serioase. Principalul moralist al epocii, William Wilberforce, vedea peste tot „prezentându-se noi dovezi ale răspândirii religiei”.
Gruparea Ultra-Tories se afla în fruntea reacțiunii și părea să domine Partidul Tory, care controla guvernul. Ei puneau fiecare eveniment neplăcut pe seama câte unei conspirații din partea stângii, care necesita și mai multă represiune pentru a preveni o altă teroare, precum cea petrecută în Revoluția Franceză din 1793. Istoricii constată că elementul radical violent era mic și slab; au existat câteva mici conspirații care implicau unele persoane cu puțini adepți și cu securitate neglijentă; acestea au fost rapid înăbușite. Tehnicile de represiune au implicat însă suspendarea Habeas Corpus în 1817 (ceea ce a permis guvernului să aresteze și să rețină suspecți fără motiv sau fără proces). Legea de limitare a libertății de exprimare a lui Sidmouth din 1817 a împuținat puternic ziarele opoziției; reformiștii s-au reprofilat cu broșuri, care se vindeau în câte 50.000 de exemplare pe săptămână.

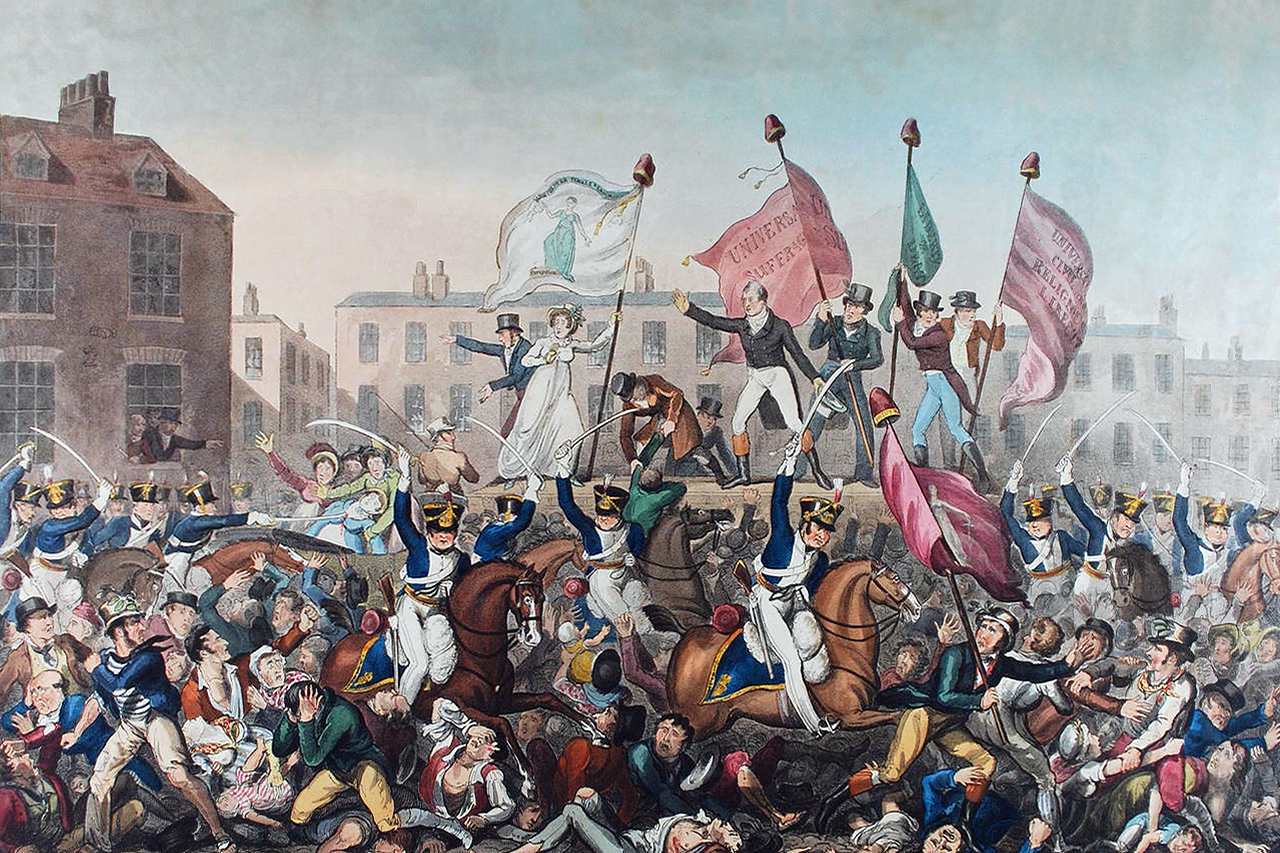
Masacrul de la Peterloo din 1819 a dus la 18 morți și câteva sute de răniți.

În cartierele industriale, muncitorii din fabrici au cerut salarii mai bune și au ieșit în stradă în 1819. Cel mai important eveniment a fost masacrul de la Peterloo din Manchester, din 16 august 1819, când o miliție locală compusă din proprietari de pământuri a năvălit asupra unei mulțimi liniștite de 60.000 de persoane care se adunaseră pentru a cere reformarea reprezentării parlamentare. Mulțimea a intrat în panică, unsprezece persoane au murit și câteva sute au fost rănite. Guvernul a văzut evenimentul ca pe o primă bătălie împotriva unei revoluții incipiente. Ca reacție, guvernul lordului Liverpool a adoptat „cele Șase Legi” din 1819. S-au interzis exercițiile și instrucțiile militare; s-a facilitat emiterea de mandate pentru percheziții în căutarea de arme; au fost interzise întrunirile publice cu mai mult de 50 de persoane, inclusiv întâlnirile pentru organizarea de petiții; s-au impus pedepse aspre publicațiilor care comiteau blasfemii sau instigări la răscoală; s-a impus o lege a timbrului de patru pence pentru multe broșuri pentru a reduce fluxul de știri și critici. Infractorii puteau fi pedepsiți aspru, inclusiv cu exilul în Australia. În practică, legile au fost concepute pentru a descuraja persoanele care fac probleme și pentru a-i liniști pe conservatori; ele au fost rareori puse în aplicare.
Un istoric ar scrie: „Peterloo a fost o gafă; nu a fost nicidecum un masacru.” A fost o greșeală gravă a autorităților locale, care nu au înțeles ce se întâmplă. A avut, totuși, un impact major asupra opiniei publice britanice de atunci și asupra istoriei vremii, ca simbol al oficialității care a reprimat brutal o demonstrație pașnică, crezând în mod eronat că era începutul unei insurecții.
Ultra-Tory și-a atins apogeul în jurul anilor 1819–1822, apoi au pierdut teren în cadrul Partidului Tory. Aceștia au fost înfrânți în urma unor progrese importante care au avut loc la sfârșitul anilor 1820 pe tema tolerării primilor protestanți dizidenți. O lovitură și mai decisivă a fost abrogarea neașteptată a numeroaselor restricții impuse catolicilor, după protestele organizate pe scară largă de Asociația Catolică din Irlanda, condusă de Daniel O'Connell, cu sprijinul catolicilor din Anglia. Robert Peel s-a alarmat când a constatat ce putere are Asociația Catolică, și în 1824 avertiza: „Nu putem sta deoparte în timp ce pericolul crește de la o oră la alta, în timp ce o putere coordonată cu cea a Guvernului se ridică alături de ea, ba chiar, contracarând zilnic opiniile sale.” Ducele de Wellington, cel mai faimos erou de război al Marii Britanii, i-a spus lui Peel: „Dacă nu putem scăpa de Asociația Catolică, trebuie, mai devreme sau mai târziu, să ne așteptăm la război civil în Irlanda.” Peel și Wellington au convenit că, pentru a opri impulsul Asociației Catolice, era necesară adoptarea emancipării catolicilor, prin care catolicilor li se oferea drept de vot și drept de a fi ales în Parlament. Aceasta s-a întâmplat în 1829, cu sprijinul Whig-ilor. Adoptarea ei a demonstrat că puterea de a bloca legislația, pe care de mult timp o aveau Ultra-Tory nu mai era operațională și că acum erau posibile reforme ample în toate domeniile. Scena era pregătită pentru Epoca Reformelor.

## Epoca Reformelor: 1820–1837

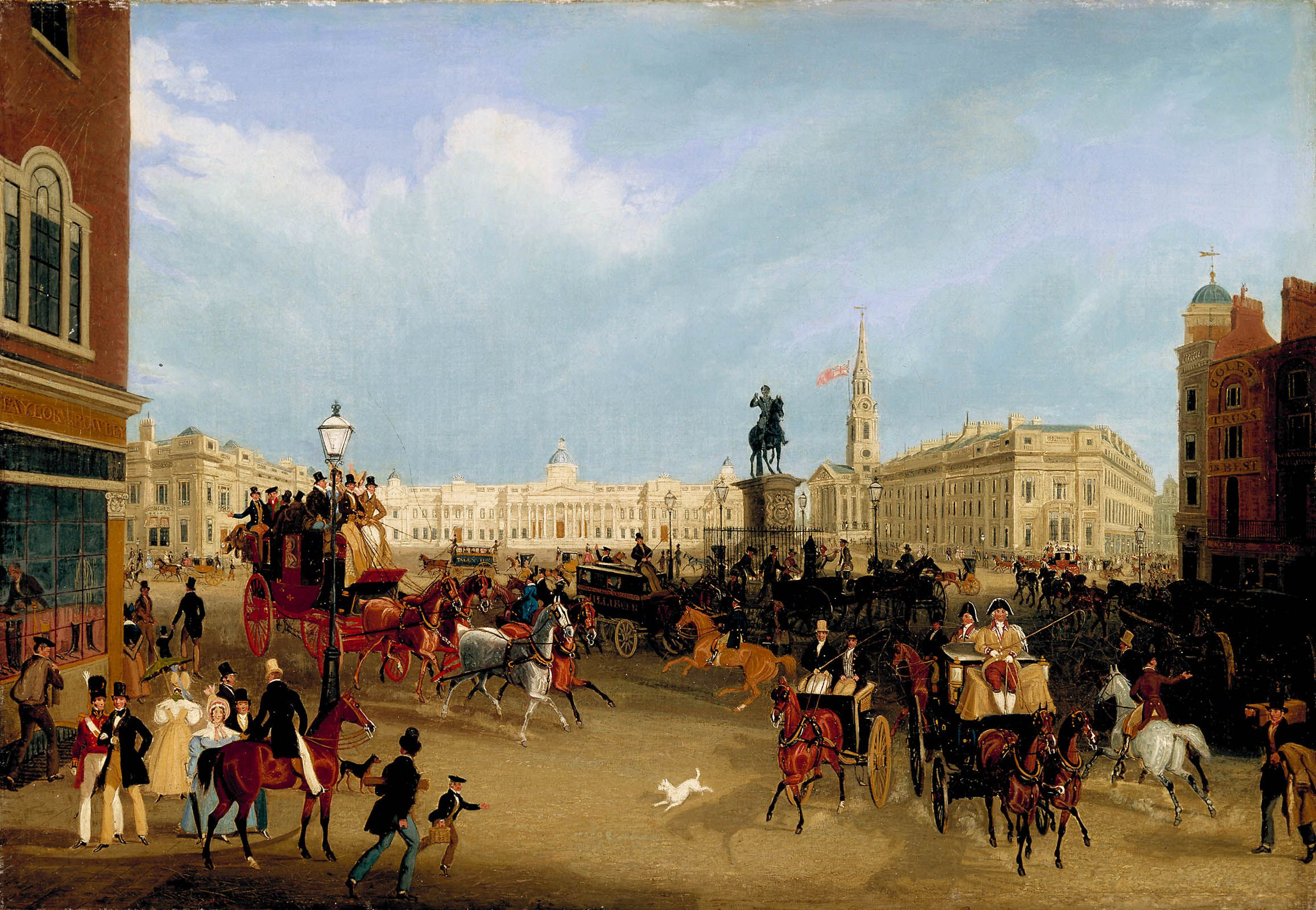
Pictură de James Pollard reprezentând Piața Trafalgar înainte de ridicarea Coloanei lui Nelson

Epoca de reformare a venit într-o perioadă de pace, garantată în mare parte de puterea copleșitoare a Marinei Regale. Regatul Unit s-a angajat într-un singur război serios între 1815 și 1914, anume în Războiul Crimeii împotriva Imperiului Rus în anii 1850. Acel război a fost foarte limitat în ceea ce privește amploarea și impactul. Rezultatul principal a fost conștientizarea faptului că serviciile medicale militare aveau nevoie de o reformă urgentă, așa cum susținea lidera în domeniul asistenței medicale Florence Nightingale. Diplomații britanici, conduși de Lord Palmerston, au promovat naționalismul britanic, s-au opus regimurilor reacționare de pe continent, au susținut eliberarea coloniilor spaniole și au combătut comerțul internațional cu sclavi.
A fost o perioadă de prosperitate, creștere a populației și o a sănătății publice, cu excepția Irlandei, unde peste un milion de decese au fost cauzate de Marea Foamete, când recolta de cartofi a eșuat în anii 1840. Guvernul a făcut prea puține pentru a-i ajuta pe săracii înfometați din Irlanda. Pe lângă cei un milion de morți, alt milion de oameni aveau să emigreze în următorii câțiva ani, în mare parte în Marea Britanie și în Statele Unite. Tendința de emigrare avea să continue în Irlanda timp de mai multe decenii, iar populația Irlandei nu și-a revenit niciodată la nivelurile dinainte de foamete. Limba irlandeză aproape că a dispărut. Eșecul guvernului britanic de a răspunde crizei, în ochii poporului irlandez, a dus la o creștere a resentimentelor față de Marea Britanie și la o creștere a naționalismului irlandez. Și în ziua de astăzi, în Irlanda foametea este văzută ca o formă de opresiune din partea Imperiului Britanic.
Revoluția Industrială s-a accelerat, fabricile de textile alăturându-se siderurgiei, extracției cărbunelui, căilor ferate și construcțiilor navale. Al doilea Imperiu Britanic, fondat după pierderea celor Treisprezece Colonii în Războiul de Independență American din anii 1770, s-a extins dramatic în India, și în alte părți ale Asiei și Africii. Au existat puține fricțiuni cu alte puteri coloniale până în anii 1890. Politica externă britanică a evitat aderarea la alianțe.
Între anii 1820 și 1860, Regatul Unit a cunoscut o turbulentă și incitantă „epocă a reformelor”. Secolul începuse cu 15 ani de război împotriva Franței, încheindu-se cu triumful lui Wellington împotriva lui Napoleon în 1815 la Waterloo. Au urmat alți 15 ani dificili, în care Partidul Tory, reprezentând o aristocrație latifundiară restrânsă numeric, dar foarte bogată, și care se temea de o revoluție populară după model francez, a folosit o represiune severă. La mijlocul anilor 1820 însă, pe măsură ce tulburările populare s-au intensificat, guvernul a făcut o serie de schimbări dramatice. Cei mai liberali dintre conservatori au respins facțiunea ultraconservatoare „Ultra Tory”. Partidul s-a divizat, lideri importanți au schimbat tabăra, Tory au pierdut puterea, iar whig-ii, opoziția cu vederi mai liberale, a preluat puterea. Coaliția Tory s-a destrămat și a fost readunată sub stindardul Partidului Conservator. Numeroși foști Tory, precum Lord Palmerston, au trecut de partea opoziției Whig, care a devenit Partidul Liberal.

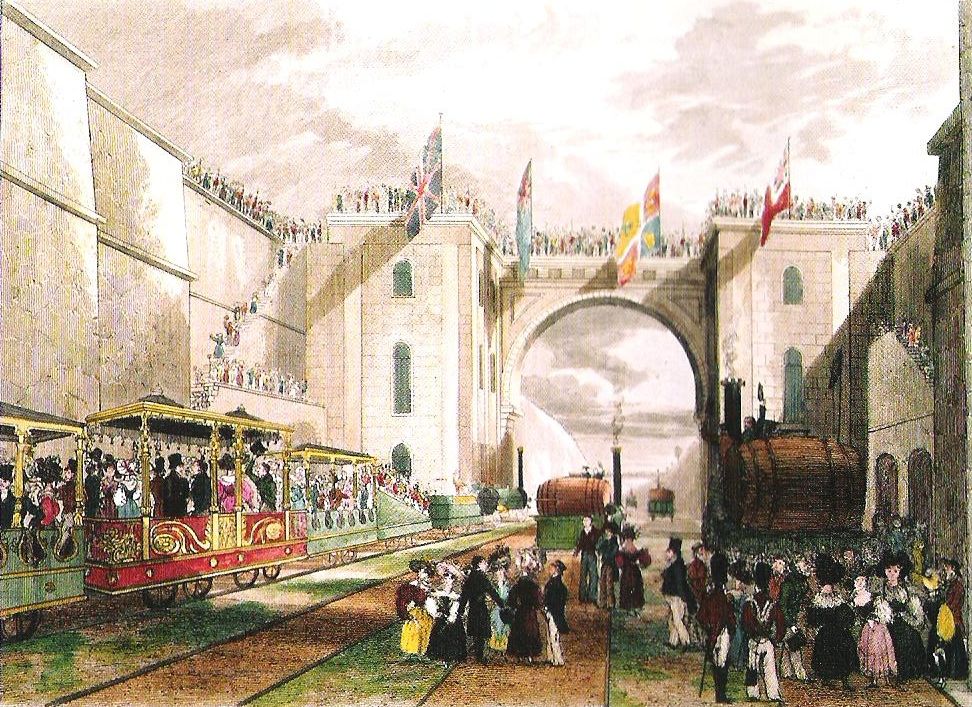
Deschiderea căii ferate Liverpool și Manchester în 1830

Din punct de vedere constituțional, deceniul anilor 1830 marchează un moment de cotitură: sfârșitul controlului Coroanei asupra cabinetului. Regele William al IV-lea a fost obligat, în 1834, să accepte un prim-ministru care avea majoritatea în Parlament, și din acel moment Coroana a acceptat întotdeauna nominalizările majorității parlamentare.
Marea Lege de Reformă din 1832 a venit într-o perioadă de intensă anxietate publică și a elitei, și a depășit un impas. Sistemul parlamentar, care până atunci se baza pe un electorat foarte mic și un număr mare de locuri strict controlate de o elită restrânsă, a fost reformat radical. Pentru prima dată, orașele industriale în creștere au căpătat reprezentare în Parlament. Aceasta a deschis calea pentru un alt deceniu de reforme care a culminat cu abrogarea Legilor Cerealelor în 1846  — eliminând taxele vamale pe cerealele importate, taxe care mențineau ridicate prețurile la cereale, în folosul aristocrației latifundiare. Abrogarea legii a fost puternic promovată de Liga Anti-Legea Porumblui, o grupare de activiști grassroots conduși de Richard Cobden, având centrul de putere în orașele industriale; aceștia cereau alimente ieftine. A existat o serie de reforme ale legilor electorale, care au mărit numărul de alegători de sex masculin și au redus nivelul corupției. Elementul reacționar conservator era strâns legat de Biserica Anglicană și și-a exprimat puternica ostilitate față de catolici și protestanții nonconformiști prin restricționarea drepturilor lor politice și civile. Catolicii au început să se organizeze în Irlanda, amenințând cu instabilitate sau chiar cu război civil, iar moderații din Parlament i-au emancipat. Nonconformiștii au fost și ei eliberați de restricții. Pe lângă reformele de la nivel parlamentar, a existat o reorganizare a sistemului guvernamental în orașele aflate în creștere rapidă, punând accent pe modernizare și expertiză, precum și pe electoratele mari, în defavoarea clicilor conducătoare mici. O clasă de mijloc în creștere rapidă, precum și intelectuali activi, au extins domeniul de aplicare al reformelor pentru a include activitățile umanitare, cum ar fi o nouă lege a săracilor și legi privind fabricile pentru a proteja femeile și copiii care lucrează.

### Nonconformiști protestanți
În perioada 1790–1815 apăruse o îmbunătățire a moravurilor sociale, cauzată de eforturile religioase ale evanghelicilor din cadrul Bisericii Anglicane și ale protestanților dizidenți sau nonconformiști, iar oamenii:
au devenit mai înțelepți, mai buni, mai frugali, mai cinstiți, mai respectabili, mai virtuoși, decât fuseseră vreodată. Răul încă înflorea, dar cei buni erau mai buni, în vreme ce obiceiurile frivole erau abandonate pentru preocupări mai serioase. Principalul moralist al epocii, William Wilberforce, vedea peste tot „prezentându-se noi dovezi ale răspândirii religiei”.
Nonconformiștii îi cuprindeau pe prezbiterieni, congregaționaliști, baptiști și rapid crescânda denominațiune metodistă, precum și pe quakeri, unitarieni și alte grupuri mai mici. Toți se aflau în afara Bisericii Anglicane oficiale (cu excepția Scoției, unde Biserica Scoției era prezbiteriană). Ei proclamau o devoțiune față de munca asiduă, cumpătare, frugalitate și ascensiune socială, cu care istoricii de astăzi sunt în mare parte de acord. O importantă revistă unitariană, Christian Monthly Repository, afirma în 1827:
„Prin toată Anglia, o mare parte a celor mai activi membri ai societății, care au cele mai multe relații cu poporul, și au cea mai mare influență asupra lor, sunt disidenții protestanți. Aceștia sunt meșteșugari, negustori și comercianți înstăriți, sau persoane care se bucură de o competență dobândită prin meserie, comerț și meșteșug, domni de profesie juriști și medici, și agricultori din acea clasă care trăiește din propriile mâini. Virtuțile cumpătării, frugalității, prudenței și integrității promovate de nonconformitatea religioasă... ajută prosperitatea lumească a acestui soi de persoane, și tind să îi înalțe și pe alții la același rang în societate.”
Nonconformiștii sufereau de pe urma unei serii de limitări, unele dintre ele simbolice, iar altele dureroase, toate fiind impuse în mod deliberat pentru a le slăbi puterea de contestare a ortodoxiei anglicane. Nonconformiștii s-au aliat cu whig-ii cerând egalitate civilă și religioasă. Printre plângerile lor se număra o lege din 1753 care prevedea că, pentru a fi recunoscută legal, căsătoria trebuia să aibă loc în biserica parohială anglicană  Registrul parohial anglican era singurul document de naștere acceptat legal. Parohia anglicană controla singurele locuri de înmormântare religioasă. Universitățile Oxford și Cambridge erau nevoite să respingă candidații care nu erau anglicani. La nivel local, toți cei care locuiau în arondismentul unei biserici anglicane erau obligați să plătească impozite pentru a întreține parohia. Legile de test și de încorporare impuneau ca toți oficialii guvernamentali naționali și locali să participe la slujbele bisericești anglicane. În februarie 1828, liderul Whig Lord John Russell, a prezentat petiții adunate de principalul grup de presiune nonconformist, Comitetul Unit, care îi reprezenta pe congregaționaliști, baptiști și unitarieni. Ei cereau abrogarea imediată a legilor detestate. Inițial, Wellington și Peel s-au opus, dar apoi au încercat să facă un compromis. În cele din urmă, au cedat, ceea ce a divizat partidul Tory și a semnalat faptul că puterea odinioară de neoprit a establishmentului anglican era acum neașteptat de fragilă și vulnerabilă la contestări.

### Politica externă
Trei oameni au modelat politica externă britanică între 1810 și 1860, cu doar câteva întreruperi: vicontele Castlereagh (în special între 1812 și 1822), George Canning (în special 1807–1829) și vicontele Palmerston (în special 1830–1865). Pentru o listă completă, vedeți Secretar de stat pentru afaceri externe și Commonwealth.
Coaliția care l-a învins pe Napoleon fusese finanțată de Regatul Unit și și-a menținut unitatea la Congresul de la Viena din 1814–1815. Ea a reușit să zădărnicească tentativa de revenire a lui Napoleon în 1815. Castlereagh a jucat un rol central la Viena, alături de liderul austriac Klemens von Metternich. Mulți europeni doreau să pedepsească aspru Franța, dar Castlereagh a insistat asupra unei păci moderate, în care Regatul Franței să plătească doar despăgubiri de 700 de milioane de lire și să piardă teritoriile anexate după 1791. Și-a dat seama că niște termeni mai duri ar fi dus la o reacție periculoasă în Franța, iar acum, că la putere reveniseră conservatorii din familia Bourbon, ea nu mai amenința că va încerca să mai cucerească întreaga Europă. Într-adevăr, Castlereagh a subliniat necesitatea unui „echilibru al puterii”, prin care nicio națiune nu să fie suficient de puternică pentru a amenința cu cucerirea Europei așa cum făcuse Napoleon. Viena a inaugurat un secol de pace, fără războaie mari și cu puține războaie locale importante, cu excepția Războiului Crimeii (1853–1856). Prusia, Austria și Rusia, ca monarhii absolute, au încercat să suprime liberalismul oriunde ar fi putut apărea. La început, la Congresul de la Viena din 1815, Regatul Unit a adoptat și el o poziție reacționară, dar până în 1820 a renunțat la ea și s-a distanțat de monarhiile absolute. A intervenit totuși în Portugalia în 1826 pentru a apăra un guvern constituțional și pentru a recunoaște independența coloniilor spaniole din Americi după războaiele lor de independență din 1824. Negustorii și finanțatorii britanici și, mai târziu, constructorii de căi ferate, au jucat roluri majore în economiile majorității națiunilor din America Latină.

### Epoca de Reformă

#### Principalele realizări
În perioada 1825–1867, s-au intensificat demonstrațiile publice ample, unele dintre ele violente, în care se cereau reforme. Partidul Tory, aflat la putere, se opunea ferm la orice părea să aducă a democrație sau guvernare populară, și favoriza pedepsirea severă a demonstranților, după cum a arătat masacrul de la Peterloo din Manchester din 1819. Însă linia Tory a început să se destrame, mai ales după ce Robert Peel (1788–1830) s-a distanțat de ea pe mai multe probleme critice. Partidul Whig a fost însă creditat cu cea mai mare parte a meritelor. Clasele de mijloc, adesea conduse de protestanți nonconformiști, s-au întors împotriva partidului Tory și au obținut cele mai bune rezultate. De exemplu, restricțiile simbolice impuse nonconformiștilor, numite Legile Testelor, au fost abolite în 1828. Mult mai controversată a fost abrogarea discriminării severe împotriva romano-catolicilor, după ce catolicii irlandezi au organizat rebeliuni și au amenințat cu declanșarea lor, obținând concesii majore în 1829.
Reforma financiară, condusă de William Huskisson alături de Peel, a raționalizat sistemul taxelor vamale și a culminat cu abrogarea taxelor vamale la cerealele importate în 1846, spre disperarea cultivatorilor de cereale. Abrogarea în 1846 a Legilor Cerealelor a instituit liberul schimb ca principiu de bază prin care negustorii britanici au ajuns să domine globul și au adus alimente ieftine muncitorilor britanici. Depolitizarea funcțiilor publice și angajarea în acestea pe bază de merit, a înlocuit politicile de clientelism care recompensau eforturi partizane cu locuri de muncă în aparatul de stat. Eficiența a devenit o mare prioritate a guvernului, având obiectivul de a reduce impozitarea. Per total, impozitarea era de aproximativ 10%, cea mai mică din orice națiune modernă.
Politica externă a devenit moralistă și ostilă puterilor reacționare de pe continent. Statele Unite au devenit un partener în blocarea colonialismului european în Lumea Nouă, prin Doctrina Monroe din 1823. Sclavia a fost abolită în tot Imperiul Britanic. Marina Regală și-a intensificat eforturile pentru a opri comerțul internațional cu sclavi.
Reforma administrației locale a fost o necesitate pentru orașele industriale aflate în creștere rapidă, care încă se bazau pe un amestec de legi și tradiții vechi de secole. Când Peel a preluat conducerea Ministerului de Interne, a abolit spionajul și pedepsele crude, a eliminat pedeapsa cu moartea pentru majoritatea infracțiunilor și a inaugurat primul sistem de poliție profesionistă — instituind polițiștii care și în ziua de azi în Londra sunt numiți Bobbies în amintirea lui. Legea corporațiilor municipale din 1835 a modernizat administrația urbană, care până atunci fusese controlată de organisme închise, dominate de Tory. Peste 200 de vechi corporații municipale au fost desființate și înlocuite cu 179 de consilii de burg în care membrii erau aleși prin vot. Alegerile urmau să se bazeze pe alegătorii înregistrați, finanțele orașului trebuiau auditate în mod uniform, iar funcționarii municipali erau aleși de contribuabilii locali.
De departe cea mai importantă dintre reforme a fost democratizarea Parlamentului, care a început într-un mod minor, dar extrem de controversat, odată cu Legea de reformă din 1832. Principalul impact a fost reducerea drastică a numărului de colegii electorale foarte mici, cu doar câteva zeci de alegători, aflați toți sub controlul câte unui magnat local. Orașelor industriale li s-au alocat multe noi locuri, dar ele erau încă semnificativ subreprezentate în Parlament. Lupta politică din anii 1831–1832 pe reforma parlamentară a fost „un an probabil fără egal în istoria Angliei prin amploarea și intensitatea entuziasmului său”. Treptat, la fiecare câțiva ani, Parlamentul mai lărgea  electoratul, și până în anii 1880 a ajuns practic ca toți bărbații să aibă drept de vot, iar până în 1928 și toate femeile. Ambele partide au introdus organizatori profesioniști plătiți care au supravegheat mobilizarea întregului sprijin posibil în fiecare circumscripție; aproximativ 80% dintre bărbați votau. Partidul Tory a descoperit că conservatorismul lor atrăgea muncitorii calificați, dar și femei, dintre care sute de mii erau organizate de Liga Primrose. Dreptul de vot al femeilor nu era pe ordinea de zi. Desființarea Camerei Lorzilor, deși adesea discutată, nu a fost niciodată necesară, deoarece camera superioară s-a retras în mod repetat în fața acțiunilor hotărâte ale Camerei Comunelor. După ce au respins primele două versiuni ale Legii de reformă din 1832, whig-ii l-au convins pe rege să accepte să numească oricât de mulți noi lorzi era necesar pentru a schimba rezultatul. El a promis că va face acest lucru, dar i-a convins pe lorzi că ar fi mult mai înțelept pentru ei să aprobe legea.

#### Procesul politic
Conducător slab, atât ca regent (1811–1820) cât și ca rege (1820–1830), George al IV-lea și-a lăsat miniștrii să-și asume pe deplin conducerea afacerilor guvernamentale. El era un aventurier profund nepopular. Când a încercat să convingă Parlamentul să adopte o lege care să-i permită divorțul de soția sa, regina Carolina, opinia publică a susținut-o cu fermitate.
După patru decenii de guvernare a grupărilor Pittites și Tory, primul mare progres în domeniul reformei a venit odată cu eliminarea de către un guvern Tory a restricțiilor privind carierele nonconformiștilor protestanți, prin abrogarea în 1828 a legilor care impuneau apartenența la Biserica Anglicană pentru multe funcții academice și guvernamentale. Mult mai intensă a fost lunga luptă pentru drepturile civile ale romano-catolicilor. Emanciparea catolicilor a venit în 1829, ceea ce a eliminat cele mai substanțiale restricții impuse romano-catolicilor din Marea Britanie și Irlanda. Ducele de Wellington, în calitate de prim-ministru Tory, a decis că criza tot mai mare din Irlanda predominant catolică necesita o oarecare concesie făcută catolicilor, deși, până atunci, el se opusese de multă vreme ideii. Celălalt lider Tory important era Robert Peel, care și-a schimbat și el brusc poziția în problema catolică și a fost denunțat vehement și a pierdut definitiv încrederea facțiuneii Ultra Tory.

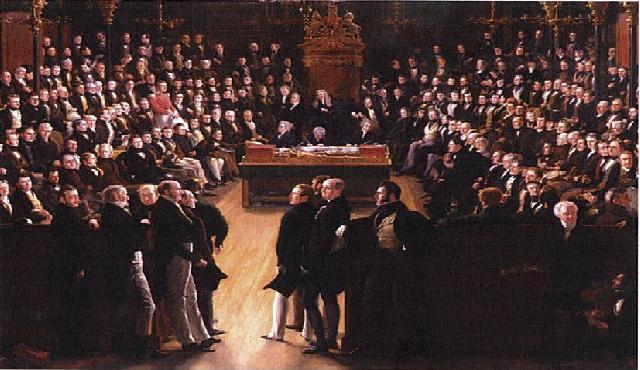
Camera Comunelor, 1833, pictură de George Hayter, comemorează adoptarea Legii Reformei din 1832. Ea înfățișează prima sesiune a Camerei Comunelor recent reformate, din. În prim-plan, principalii oameni de stat din Camera Lorzilor: Charles Grey, al doilea conte de Grey (1764–1845), William Lamb, al doilea viconte de Melbourne (1779–1848); și Whig-ii în stânga; și Arthur Wellesley, primul duce de Wellington (1769–1852), și Tory în dreapta.

Contele Grey, prim-ministru între 1830 și 1834, și al său Partid Whig, reînnoit, au adoptat o serie de reforme majore: legea săracilor a fost actualizată, munca copiilor a fost restricționată și, cel mai important, Legea de reformă din 1832 a remodelat sistemul electoral britanic. În 1832, Parlamentul a abolit sclavia în Imperiu prin Legea privind abolirea sclaviei din 1833. Guvernul a cumpărat toți sclavii pentru 20.000.000 de lire sterline (banii au ajuns la proprietarii bogați de plantații care locuiau în mare parte în Anglia) și i-a eliberat pe sclavi, majoritatea fiind în insulele producătoare de trestie de zahăr din Caraibe.
Whig-ii au devenit vârful de lance al reformei parlamentare, făcând din Legea de reformă din 1832 măsura lor caracteristică. Ea a redus drastic numărul de „colegii stricate” și „colegii de buzunar” (locuri unde alegerile erau controlate de familii puternice) și, în schimb, a redistribuit locurile în funcție de populație. De asemenea, a lărgit dreptul de vot, adăugând 217.000 de alegători la un electorat de 435.000 din Anglia și Țara Galilor. Principalul efect al legii a fost slăbirea puterii nobilimii latifundiare și creșterea puterii clasei de mijloc profesioniste și de întreprinzători, care acum, pentru prima dată, avea o voce semnificativă în Parlament. Totuși, în acest moment, marea majoritate a muncitorilor manuali, funcționarilor și fermierilor nu aveau suficiente proprietăți pentru a vota. Mulți dintre ei au primit dreptul de vot în 1867. Aristocrația a continuat să domine Biserica Anglicană, cele mai prestigioase posturi militare și navale, precum și înalta societate, dar nu și afacerile, industria sau finanțele. În ceea ce privește politica guvernamentală națională, dorințele democratice ale întregului popor deveniseră decisive.
Majoritatea istoricilor subliniază importanța centrală a legislației din anii 1830–1860, deși a existat o minoritate dizidentă de cercetători în anii 1960 și 1970 care erau sceptici față de profunzimea semnificațiilor progresului generat de Partidul Whig, deoarece fiecare dintre reforme era relativ minoră. Istoricul Richard Davis concluzionează că studiile academice din anii 1970 au reprezentat „o justificare a principalelor linii directoare ale vechii «interpretări Whig».” Adică, Legea de reformă din 1832 a fost un răspuns la presiunea populară crescândă. Ea a fost „punctul culminant al unui îndelungat proces istoric și a unui punct de cotitură important în apariția unui sistem politic mai liberal și cu o bază mai largă... își merită vechea denumire de «Mare».”
David Thompson a subliniat natura revoluționară a întregului pachet de reforme:
„În toate aceste feluri—organizarea noii poliții (de către Peel ca ministru de interne în anii 1820), noua lege a săracilor, și în noile consilii locale—guvernarea Angliei s-a schimbat fundamental într-un singur deceniu. În conjuncție cu înlăturarea discriminărilor religioase, aceste reforme au pus baza structurală a unui nou fel de stat în Regatul Unit: un stat în care drepturile electorale și drepturile civile ale cetățenilor au fost extinse și au primit protecție legală mai bună, dar în care cetățeanu obișnuit era supus unui grad mult mai mare de amestec, îndrumare și control administrativ de la centru. Cel mai spectaculos element al acestui proces—Legea de reformă din 1832—a asigurat că statul se va democratiza și el parțial la centru. Deplina însemnătate a lui 1832 în istoria țării poate fi apreciată doar dacă este văzută ca schimbarea centrală în această microtransformare a unei națiuni agrare dominate de mici nobili, preoți parohi și latifundiari bogați, într-o națiune industrială dominată de clasele produse de expansiunea industrială și antreprenoriatul comercial.”
Cartismul a fost o mișcare populară de protest pe scară largă, apărută pentru că Legea de reformă din 1832 nu a acordat dreptul de vot clasei muncitoare. Această măsură nu a avut sprijinul clasei de mijloc și a eșuat în repetate rânduri. Activiștii au denunțat „trădarea” claselor muncitoare și „sacrificiul” „intereselor” acestora prin „reaua conduită” a guvernului. În 1838, cartiștii au redactat Carta Poporului, un document prin care cereau votul universal pentru bărbați, colegii electorale de dimensiuni egale, vot secret, plata parlamentarilor (astfel încât și săracii să poată fi aleși), sesiuni parlamentare anuale și abolirea cerințelor privind deținerea de proprietăți. Clasa conducătoare considera o asemenea măsură a fi deosebit de periculoasă. Mai multe mitinguri pașnice de amploare în Anglia au cerut schimbări, dar cartiștii nu au reușit să impună o dezbatere constituțională serioasă. În iulie 1839, însă, Camera Comunelor a respins, cu 235 de voturi contra și 46 pentru, o propunere de dezbatere a petiției naționale a cartiștilor, care conținea 1,3 milioane de semnături. Istoricii consideră cartismul a fi atât o continuare a luptei împotriva corupției din secolul al XVIII-lea, cât și ca o nouă etapă în revendicările democratice într-o societate industrială.

### Prim-miniștrii
Printre prim-miniștrii perioadei s-au numărat: William Pitt cel Tânăr, Lord Grenville, Ducele de Portland, Spencer Perceval, Lord Liverpool, George Canning, Lord Goderich, Duce de Wellington, Lord Grey, Lord Melbourne, Lord Palmerston și Robert Peel.
Aristocrația a rămas dominantă: în 1860 existau 200 de nobili ereditari în Camera Lorzilor; în 1837, numărul lor crescuse la 428; iar în 1901, erau 592, pentru a crește la 622 până în 1910. Legile de reformă din 1832, 1867, 1884 și 1918 au slăbit însă aristocrația în ceea ce privește controlul exercitat asupra Camerei Comunelor. Cu toate acestea, ea conducea guvernul: dintre cei zece prim-miniștri din timpul mandatului Victoriei, șase erau nobili. Un al șaptelea era fiul unui duce. Doi (Peel și Gladstone) proveneau din comunitatea de afaceri și doar unul (Disraeli) era un self-made man. Dintre cei 227 de membri ai cabinetului între 1832 și 1905, 139 erau fii de nobili.
Feldmareșalul Arthur Wellesley, primul duce de Wellington, care l-a învins pe Napoleon, a fost liderul Partidului Conservator în Camera Lorzilor, între 1828 și 1846. Unii autori l-au etichetat drept reacționar depășit de vremuri, dar un consens la care s-a ajuns la sfârșitul secolului al XX-lea îl înfățișează ca un agent perspicace care își ascundea inteligența în spatele unei fațade de soldat bătrân prost informat. Wellington a activat pentru a transforma Camera Lorzilor dintr-un sprijin necondiționat al Coroanei într-un jucător activ în manevrele politice, cu un angajament față de aristocrația latifundiară. El și-a folosit reședința londoneză drept loc pentru cine intime și consultații private, împreună cu o corespondență extinsă care l-a ținut în strânsă legătură cu liderii partidului din Camera Comunelor și cu principalele personalități din Camera Lorzilor. El a oferit sprijin retoric public pozițiilor antireformiste ale grupării Ultra-Tory, dar apoi și-a schimbat cu abilitate pozițiile către centrul partidului, mai ales când Peel avea nevoie de sprijin din partea camerei superioare. Succesul lui Wellington s-a bazat pe cei 44 de nobili aleși din Scoția și Irlanda, a căror alegere le controlase.
Charles Grey, al doilea conte de Grey, promovase reforma Parlamentului încă din anii 1790, dar fusese întotdeauna învins de Ultra-Tories. Reușita finală a venit odată cu adoptarea Legii de reformă din 1832. El o urmărea ca pas final al reformei, și nu doar un prim pas într-un proces îndelungat, subliniind nevoia urgentă, în 1832, de a soluționa tulburările politice intense și crescânde din tot Regatul Unit. El credea că clasele respectabile meritau să li se satisfăcă revendicările de reprezentare mai mare, dar refuza să extindă puterea politică asupra grosului clasei de mijloc inferioare și a clasei muncitoare, spunând că acestea nu erau pregătite să li se încredințeze această putere. El dorea să păstreze elementele de bază ale constituției existente prin înlăturarea abuzurilor evidente, crezând că aceasta va consolida rolul conducător al aristocrației. El l-a convins pe rege să promită că va acorda suficiente titluri nobiliare noi pentru a forța adoptarea proiectului de lege de către Camera Lorzilor. Regele i-a promis, dar în același timp i-a sfătuit pe nobili să nu mai blocheze proiectul de lege. Legea reformei din 1832 a fost principala realizare a lui Grey; ea reflectă caracterul lui pragmatic, moderat și conservator, precum și bunele lui abilități parlamentare de persuasiune și de a găsi momentul potrivit. Cabinetul său era o coaliție de interese diverse, așa că în 1834, când acesta s-a divizat din cauza problemei Bisericii Irlandei, el a demisionat.

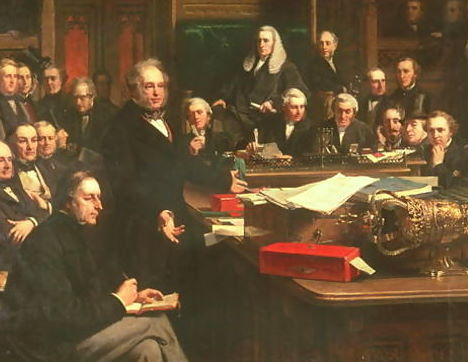
Lordul Palmerston adresându-se Camerei Comunelor în timpul dezbaterilor privind Tratatul cu Franța, februarie 1860

Henry John Temple, al treilea viconte Palmerston, a jucat rolul dominant în modelarea politicii externe britanice în calitate de secretar de externe (1830–1834, 1835–1841 și 1846–1851) și de prim-ministru (1855–1858, 1859–1865). A fost secretar de război în guvernele Tory timp de două decenii, dar a trecut la coaliția Whig în 1830. Tory l-au considerat un trădător, dar mulți dintre whig-ii mai radicali nu aveau încredere în opiniile lui în esență conservatoare, care îl făceau să pară neconvins sau chiar advers față de măsurile de reformă. De obicei, el avertiza, pe de o parte, împotriva întârzierilor și, pe de altă parte, împotriva entuziasmului excesiv pentru reforme, preferând compromisul. Era extrem de sensibil la opinia publică și, într-adevăr, o modela adesea prin interacțiunile sale cu redactorii ziarelor. Când simțea că cererea publică atinsese un avânt de neoprit, el lucra pentru diluarea reformei. Dădea în mod curent aceleași sfaturi guvernelor străine. Diplomații din întreaga Europă au observat cu atenție trecerea sa de la Tory la Whig și îl suspectau de simpatie cu mișcările de reformă care declanșau tulburări în Franța, Belgia și în alte părți, și care speriau guvernele reacționare ale marilor puteri — Rusia, Austria și Prusia. În realitate, el își inspira idealurile de politică externă de la Canning. Principalele lui obiective erau promovarea intereselor strategice și economice britanice la nivel mondial, menținerea distanței față de alianțele europene, medierea păcii în Europa și utilizarea puterii navale britanice cu moderație, după cum era necesar. Cel mai mult își făcea griji în privința Franței ca adversar, deși a colaborat cu aceasta, de exemplu, în asigurarea independenței Belgiei față de Regatul Țărilor de Jos. El prefera mult mai mult națiunile liberale și reformatoare decât puterile reacționare. Acorda o prioritate ridicată consolidării puterii britanice în India. A vorbit adesea despre mândria față de naționalismul britanic, care se bucura de favoarea opiniei publice, ceea ce i-a oferit o bază solidă de sprijin în afara Parlamentului.

### Reformiștii

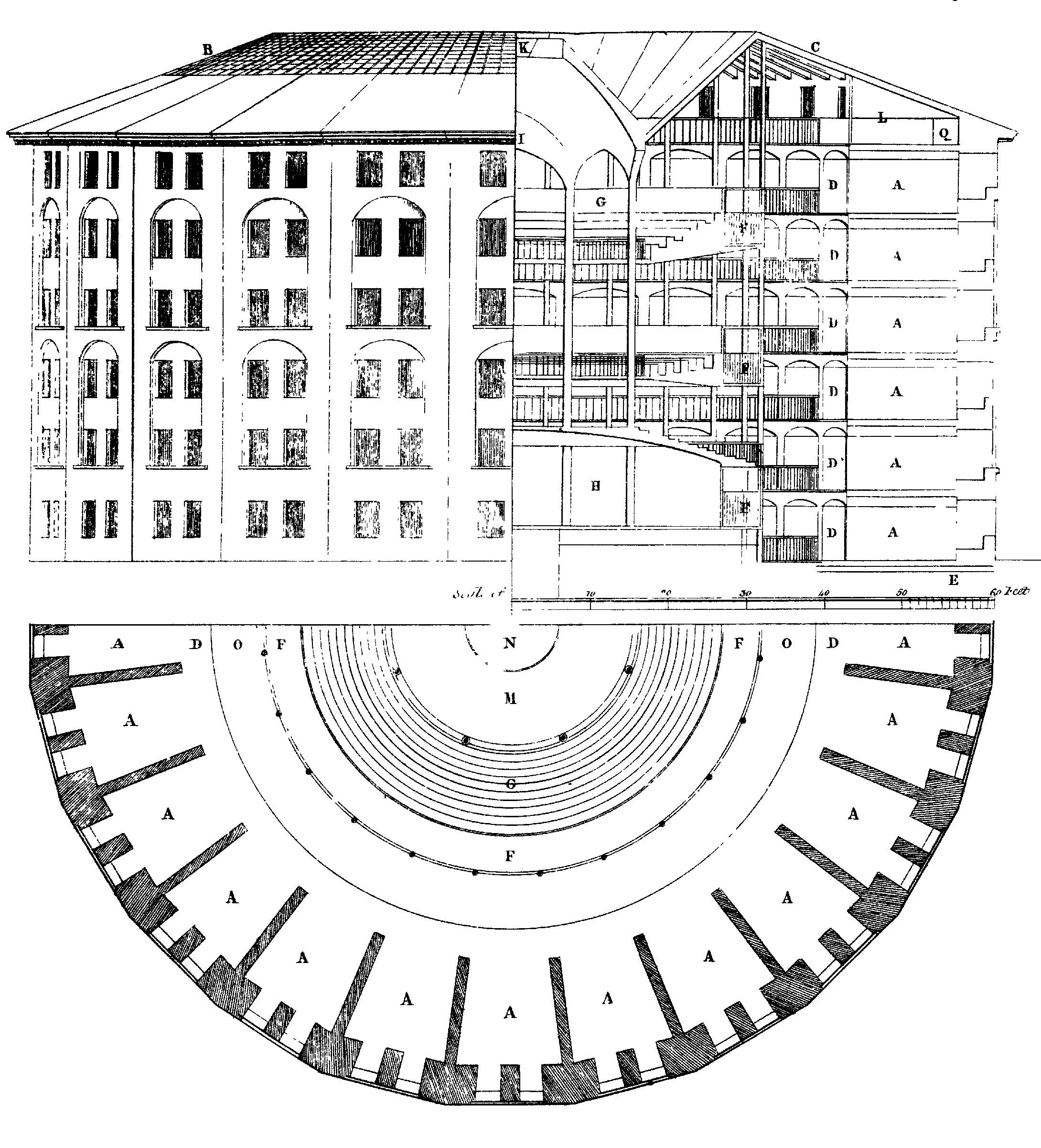
Închisoarea panopticon a lui Jeremy Bentham (desen din 1791 de Willey Reveley)

Jeremy Bentham (1748–1832) a fost un intelectual care s-a concentrat pe reformarea dreptului englez. El a fost un important promotor al utilitarismului ca filozofie de acțiune. „Principiul celei mai mari fericiri”, sau principiul utilității, constituie piatra de temelie a gândirii lui Bentham. Prin „fericire”, el înțelegea o predominanță a „plăcerii” asupra „durerii”. Este cel mai cunoscut pentru inspirația sa în rândul forțelor radicale, ajutându-le să definească acele reforme care erau cele mai urgente și modul în care acestea puteau fi implementate. Leadershipul lui intelectual a contribuit la realizarea multora dintre reformele juridice, politice, economice și sociale esențiale din deceniile anilor 1830 și 1840. El a influențat în special reforma educației, a închisorilor, a legilor privind săracii, a procedurilor legale și a reprezentării parlamentare.
John Bright (1811–1889) și-a valorificat originiea de quaker din clasa de mijloc și colaborarea cu Richard Cobden pentru a promova toate tipurile de reformă umanitară și parlamentară. Ele au început cu o campanie de succes împotriva Legilor cerealelor. Acestea erau taxe vamale la alimentele importate, care mențineau ridicat prețul cerealelor, de care beneficiau latifundiarii Tory. Principalul factor care influența costul de trai era prețul alimentelor, iar Legile cerealelor îl menținea ridicat. Bright fusese un orator puternic, ceea ce l-a propulsat spre alegerea în Parlament în 1843. Programul său radical includea extinderea dreptului de vot, reforma funciară și reducerea impozitelor. El s-a opus reformelor industriei, sindicatelor și controalelor privind orele de lucru pentru muncitori, femei și copii, argumentând că intervenția guvernului în viața economică este întotdeauna greșită. El s-a opus războaielor și imperialismului. Ostilitatea sa neclintită față de Războiul din Crimeea a dus la pierderea realegerii în Parlament în 1857. A fost reales în scurt timp din Birmingham, după ce a condus o campanie națională pentru reforma parlamentară, menită să extindă dreptul de vot în favoarea muncitorimii. Era foarte moralist și nu avea încredere în integritatea adversarilor săi. El detesta aristocrația care continua să conducă Regatul Unit. A deținut câteva funcții minore în cabinet, dar reputația sa se bazează pe abilitățile sale organizatorice și pe spiritul său retoric de lider în favoarea reformei.
Un istoric a rezumat realizările lui Bright:
„John Bright era cel mai bun dintre toți oratorii parlamentari. A avut multe reușite politice. Alături de Richard Cobden, a dus campania care a dus la abolirea Legilor cerealelor. A făcut mai multe decât oricine pentru a împiedica intervenția țării lui de partea Sudului în timpul Războiului Civil American, și a condus în 1867 agitația pentru reformă care a adus clasa muncitoare industrială sub umbrela constituției. Bright a fost cel care a făcut posibil Partidul Liberal al lui Gladstone, Asquith și Lloyd George, și alianța între idealismul clasei de mijloc și sindicalism, pe care a promovat-o, încă trăiește în actualul Partid Laburist.”

## Epoca victoriană

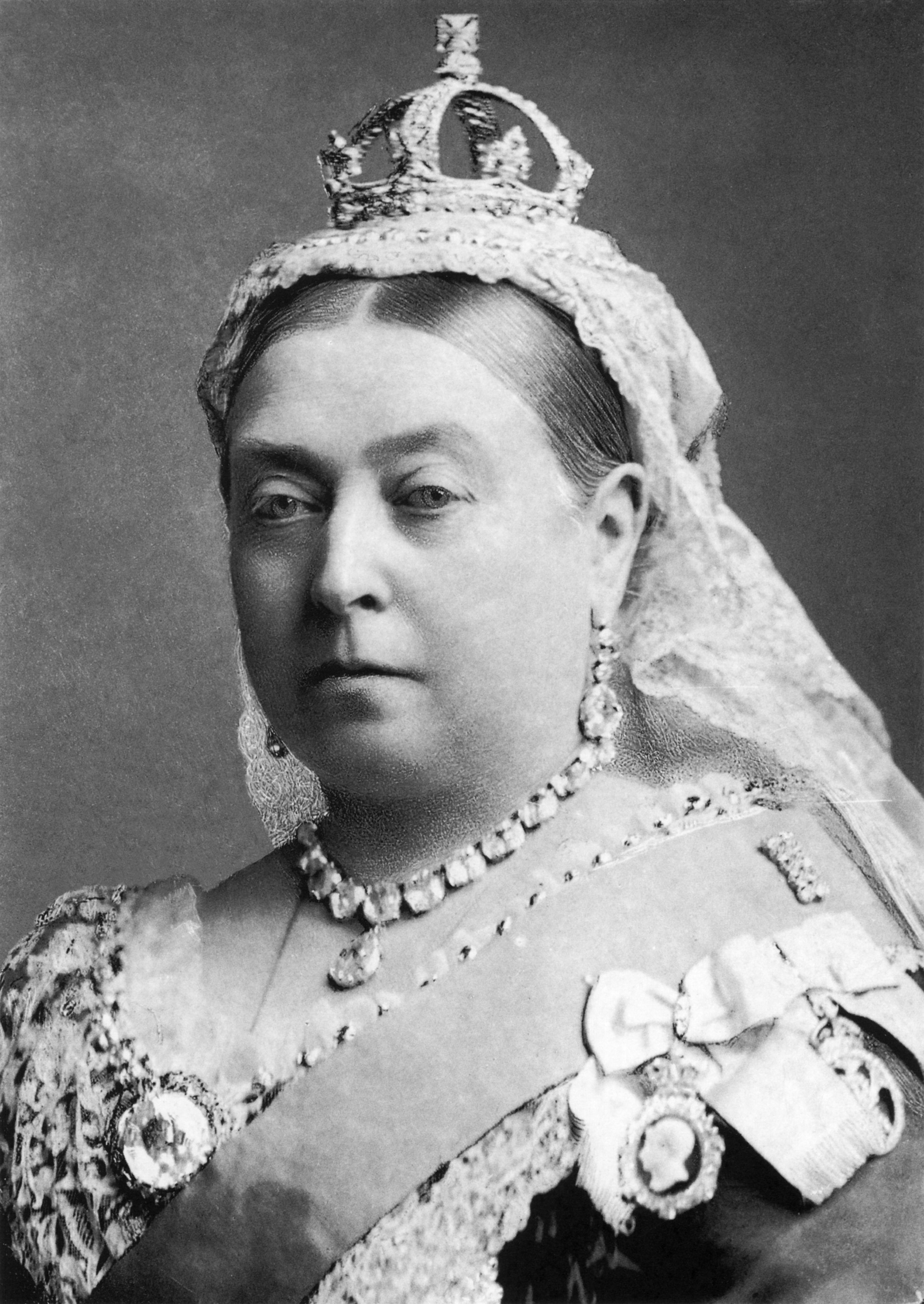
Regina Victoria a domnit între 1837 și 1901.

Epovs victoriană a fost perioada domniei reginei Victoria între 1837 și 1901, care a marcat apogeul Revoluției Industriale britanice și apogeul Imperiului Britanic. Istoricii dezbat dacă perioada victoriană — așa cum este ea definită de o varietate de sensibilități și preocupări politice care au ajuns să fie asociate cu victorienii — nu începe de fapt odată cu adoptarea Legii de reformă din 1832. A fost precedată de Epoca Regenței și urmată de perioada edwardiană. Victoria a devenit regină în 1837, la vârsta de 18 ani. În lunga sa domnie, Regatul Unit a atins apogeul puterii sale economice și politice, odată cu introducerea vapoarelor, a căilor ferate, a fotografiei și a telegrafului. Regatul Unit a rămas în continuare în mare parte neimplicat în politica continentală.
Regina a jucat un rol minor în politică, dar a devenit simbolul emblematic al națiunii, al imperiului și al unui comportament corect și reținut. Succesul ei ca domnitoare s-a datorat puterii imaginilor de sine pe care le-a ilustrat în diferite etape de-a lungul vieții: tânără ingenuă, soție și mamă devotată, văduvă suferindă și răbdătoare, și apoi bunică matriarhă.

### Politica externă

#### Imperialismul liberului schimb
După înfrângerea Franței în Războaiele Revoluționare și Napoleoniene (1792–1815), Regatul Unit a devenit principala putere navală și imperială a secolului al XIX-lea (Londra fiind cel mai mare oraș din lume începând cu anul 1830). Fără adversar pe mare, dominația britanică a fost descrisă ulterior drept Pax Britannica („Pacea britanică”), o perioadă de relativă pace în Europa și în lume (1815–1914). La momentul Marii Expoziții din 1851, Regatul Unit era descris drept „atelierul lumii”. Folosind instrumentele imperiale ale liberului schimb și investițiilor financiare, a exercitat o influență majoră asupra multor țări din afara Europei și a Imperiului, în special în America Latină și Asia. Astfel, Regatul Unit avea atât un Imperiu formal bazat pe stăpânirea britanică, cât și unul informal bazat pe lira sterlină.

#### Rusia, Franța și Imperiul Otoman
O teamă persistentă era posibila prăbușire a Imperiului Otoman. Era bine înțeles că o prăbușire a acelei țări ar declanșa o luptă pentru teritoriile sale și ar putea arunca Regatul Unit în război. Pentru a preveni acest lucru, Regatul Unit a încercat să împiedice rușii să ocupe Constantinopolul și să controleze Strâmtoarea Bosfor, precum și să amenințe India prin Afganistan. În 1853, Regatul Unit și Franța au intervenit în Războiul Crimeii împotriva Rusiei. În ciuda unui leadership militar mediocru, cele două țări au reușit să cucerească portul rusesc Sevastopol, și să-l convingă pe țarul Nicolae I să ceară pacea.
Următorul război ruso-turc din 1877 a dus la o altă intervenție britanică în politica europeană, deși de data aceasta la masa negocierilor. Congresul de la Berlin a împiedicat Rusia să impună Imperiului Otoman asprul tratat de la San Stefano. În ciuda alianței sale cu francezii în Războiul Crimeii, Regatul Unit privea al Doilea Imperiu al lui Napoleon al III-lea cu o oarecare neîncredere, mai ales că împăratul își dezvoltase marina, își extinsese imperiul colonial și adoptase o politică externă mai activă.

#### Războiul Civil American
În timpul Războiului Civil American (1861–1865), liderii și elita britanică favorizau Statele Confederate ale Americii, o sursă majoră de bumbac pentru fabricile britanice de textile. Prințul Albert a fost eficient în dezamorsarea unei panici de război la sfârșitul anului 1861, cauzată de afacerea Trent. Poporul britanic, în mare parte clasa muncitoare, era însă în general de partea Uniunii. Puținul bumbac disponibil provenea din New York City, deoarece blocada Uniunii asupra Confederației oprise 95% din exporturile sudiste către Regatul Unit. A înflorit însă comerțul cu Uniunea și mulți tineri britanici au traversat Atlanticul pentru a se alătura Armatei Uniunii. În septembrie 1862, președintele Abraham Lincoln a anunțat că Proclamația de Emancipare va fi emisă în 90 de zile, făcând astfel din abolirea sclaviei un obiectiv de război. Cum Regatul Unit se opusese multă vreme sclaviei, și o abolise el însuși cu aproximativ trei decenii mai devreme, orice posibilitate de intervenție a acestuia în favoarea Confederației s-a risipit.
Companiile britanice au construit și operat nave rapide pentru evitarea blocadei, pentru a transporta arme către Confederație, și au construit nave de război pentru aceasta, cu profituri considerabile. Londra a ignorat plângerile americane conform cărora permitea vânzarea de arme și construirea de nave de război pentru Confederație. Atât navele de război, cât și cele de evitarea blocadei, au provocat o dispută diplomatică majoră, care a fost parțial rezolvată în cadrul Revendicărilor Alabama din 1872, în favoarea americanilor prin plata unor despăgubiri doar pentru daunele cauzate de navele de război confederate construite de britanici.

#### Expansiunea Imperiului

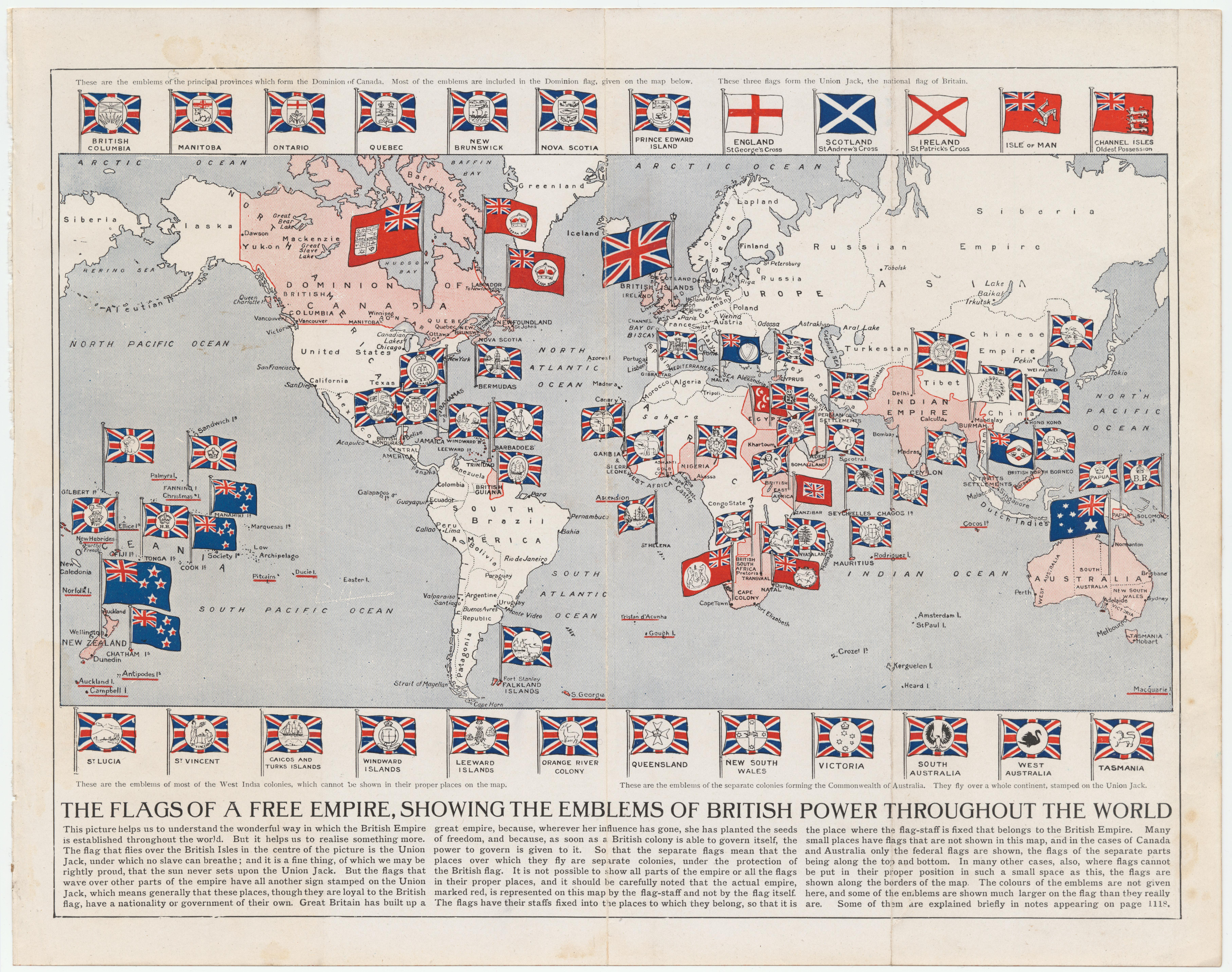
Imperiul Britanic în 1910

Începând cu 1867, Regatul Unit a comasat majoritatea coloniilor sale nord-americane sub numele de Dominionul Canadei, acordându-i autoguvernare și responsabilitatea propriei apărări, deși Canada nu a dus o politică externă independentă decât după 1931. A doua jumătate a secolului al XIX-lea a fost marcată de o luptă pentru Africa între puterile europene. Se vorbea despre război cu Franța din cauza incidentului Fashoda din 1898.
Ascensiunea Imperiului German după 1871 a reprezentat o nouă provocare, deoarece acesta (împreună cu Statele Unite) amenința să uzurpe locul Regatului Unit ca principală putere industrială a lumii. Germania a dobândit o serie de colonii în Africa și Pacific, dar cancelarul Otto von Bismarck a reușit să păstreze pacea generală prin strategia sa de echilibru al puterii. Când Wilhelm al II-lea a devenit împărat german în 1888, el l-a marginalizat pe Bismarck, a început să folosească un limbaj belicos și a plănuit să construiască o marină care să rivalizeze cu cea britanică. Regatul Unit și-a dat seama că politica sa de izolare a devenit inutilă, pe măsură ce au apărut alianțe la scară largă. A restabilit relații bune cu Franța și Statele Unite și a pus capăt tensiunilor cu Rusia, în timp ce confruntarea cu Germania s-a transformat într-o cursă de înarmare navală.
Încă de când Marea Britanie smulsese controlul asupra Coloniei Capului de la Țările de Jos în timpul Războaielor Napoleoniene, ea coexistase cu coloniștii neerlandezi care migraseră mai departe de Cap și au înființat două republici proprii: Republica Sud-Africană și Statul Liber Orange. Viziunea imperială britanică cerea controlul asupra acestor noi țări, iar „burii” (sau „afrikanerii”) vorbitori de afrikaans au ripostat în Războiul din 1899–1902. Depășite ca armament de puternicul imperiu, comandourile burilor au purtat un război de gherilă (strategie pe care alte teritorii britanice aveau ulterior să o folosească pentru a-și obține independența). Aceasta a pus Forțele Armate Britanice în fața unei lupte dificile, dar numărul lor mare, echipamentul superior și tacticile adesea brutale au adus în cele din urmă victoria britanicilor. Războiul a fost costisitor din punct de vedere al drepturilor omului și a fost criticat pe scară largă de liberalii din Regatul Unit și din întreaga lume. Cu toate acestea, Statele Unite au oferit Londrei sprijinul lor. Republicile bure au fost unite cu Colonia Capului și cu Natalul și au format Uniunea Africii de Sud în 1910; aceasta avea autoguvernare internă, dar politica sa externă era controlată de Londra și era o parte integrantă a Imperiului Britanic.

### Conducerea
Printre prim-miniștrii perioadei s-au numărat: Lord Melbourne, Robert Peel, Lord John Russell, Lord Derby, Lord Aberdeen, Lord Palmerston, Benjamin Disraeli, William Ewart Gladstone, Lord Salisbury și Lord Rosebery.
Disraeli și Gladstone au dominat politica de la sfârșitul secolului al XIX-lea, epoca de aur a guvernării parlamentare a Regatului Unit. Mult timp ei au fost idolatrizați, dar istoricii din ultimele decenii au devenit mult mai critici, în special în ceea ce-l privește pe Disraeli.

#### Disraeli

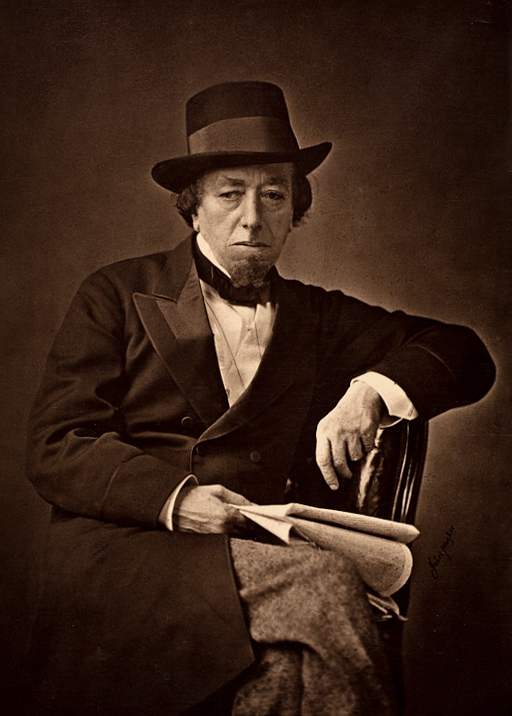
Benjamin Disraeli

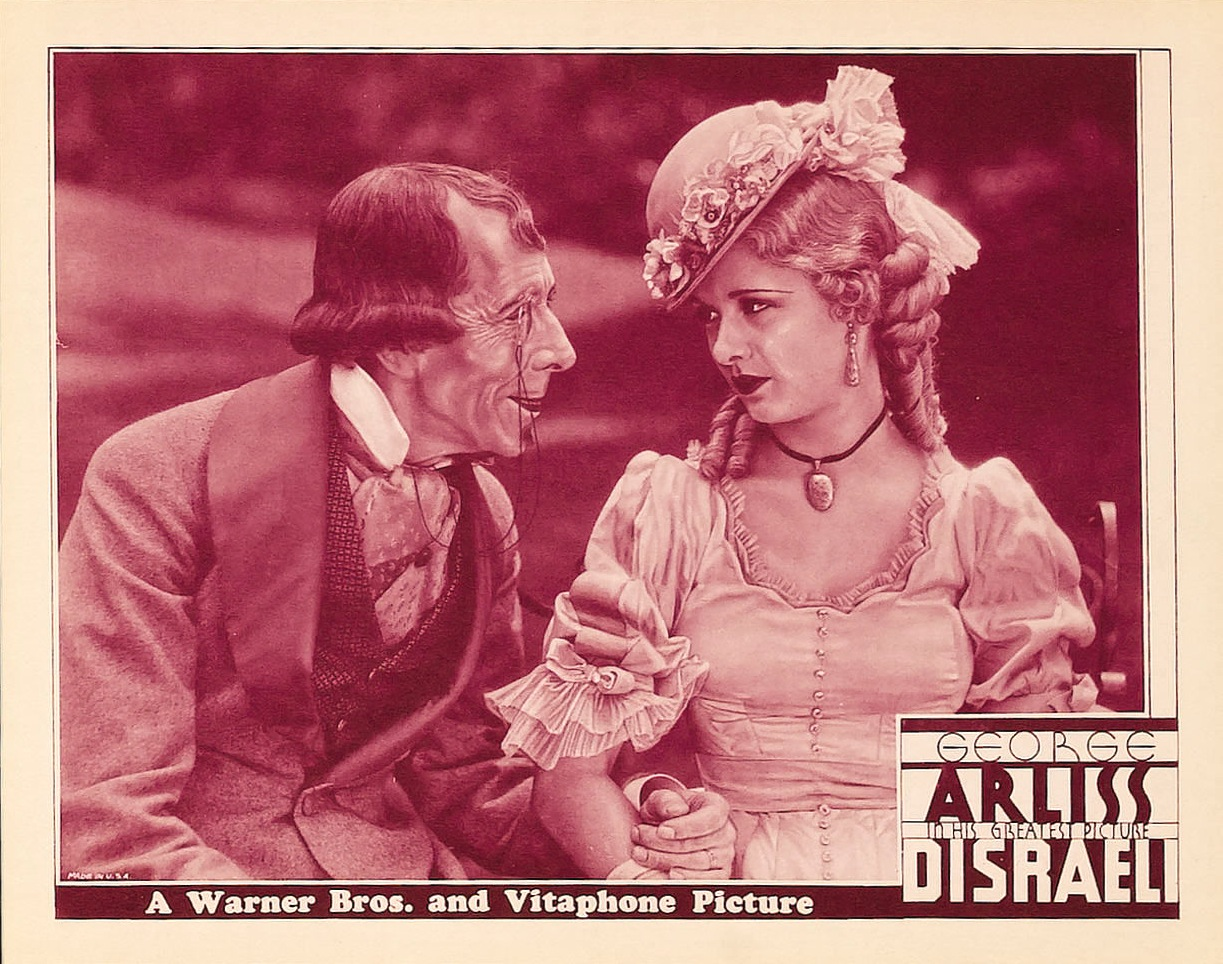
Afiș de film pentru Disraeli din 1929, în care apare actorul George Arliss, care a câștigat un premiu Oscar pentru interpretarea prim-ministrului.

Benjamin Disraeli, prim-ministru în 1868 și 1874–1880, rămâne un erou emblematic al Partidului Conservator. El a fost reprezentativ pentru generația de lideri britanici care au ajuns la maturitate în deceniile anilor 1830 și 1840. El era preocupat de amenințările la adresa valorilor și elitelor politice, sociale și religioase consacrate; a subliniat necesitatea unei guvernări naționale ca răspuns la radicalism, incertitudine și materialism. Disraeli s-a remarcat mai ales pentru sprijinul său entuziast pentru extinderea și consolidarea Imperiului Britanic, în contrast cu atitudinea negativă a lui Gladstone față de imperialism. Gladstone denunța politicile lui Disraeli de expansiune teritorială, fast militar și simbolism imperial (cum ar fi proclamarea reginei ca împărăteasă a Indiei), spunând că nu se potriveau unei națiuni comerciale și creștine moderne. Totuși, nici Gladstone nu a refuzat oportunități atractive de extindere a imperiului în Egipt.
Disraeli și-a atras sprijin prin avertismente privind o presupusă amenințare rusească la adresa Indiei, amenințare care a pătruns adânc în mentalitatea conservatorilor. Reputația sa de „democrat Tory” și promotor al statului bunăstării s-a diminuat pe măsură ce istoricii au arătat că Disraeli a avut puține propuneri de legislație socială în perioada 1874–1880 și că Legea de reformă din 1867 nu reflecta o viziune a conservatorismului pentru muncitorimea lipsită de drepturi civile. Cu toate acestea, el a depus eforturi pentru a reduce antagonismul de clasă, deoarece, așa cum notează Perry, „când s-a confruntat cu probleme specifice, el a căutat să reducă tensiunile dintre oraș și sat, dintre latifundiari și țărani, dintre capital și muncitori și dintre sectele religioase conflictuale din Marea Britanie și Irlanda — cu alte cuvinte, să creeze o sinteză unificatoare.”
În cultura populară, Disraeli a rămas amintit ca un mare erou politic, statut care a persistat timp de multe decenii după moartea sa. Pentru clienții britanici ai sălilor de muzică din anii 1880 și 1890, „xenofobia și mândria față de imperiu” se reflectau în cei mai populari eroi politici ai sălilor: toți erau conservatori, iar Disraeli se remarca mai presus de toți, chiar și la decenii după moartea sa, în timp ce Gladstone era folosit ca un personaj negativ. După 1920, filmele istorice au contribuit la menținerea status quo-ului politic prin susținerea unui punct de vedere al establishmentului, care sublinia măreția monarhiei, imperiului și tradiției, creând „o lume facsimilă în care valorile existente erau invariabil validate de evenimentele din film și unde orice discordie putea fi transformată în armonie prin acceptarea status quo-ului”. Disraeli a fost un erou de film deosebit de popular: „dramele istorice l-au favorizat pe Disraeli în detrimentul lui Gladstone și, mai substanțial, au promovat o viziune în esență respectuoasă asupra conducerii democratice”. Actorul de teatru și cinema George Arliss (1868–1946) a fost celebru pentru interpretarea lui Disraeli, câștigând premiul Oscar pentru cel mai bun actor pentru filmul Disraeli din 1929. Arliss „personifica genul de om de stat paternalist, amabil și familiar care a atras o proporție semnificativă a publicului cinematografic... Chiar și muncitorii care participau la ședințele Partidului Laburist se supuneau liderilor cu un statut social ridicat care arătau că le pasă.”

#### Gladstone

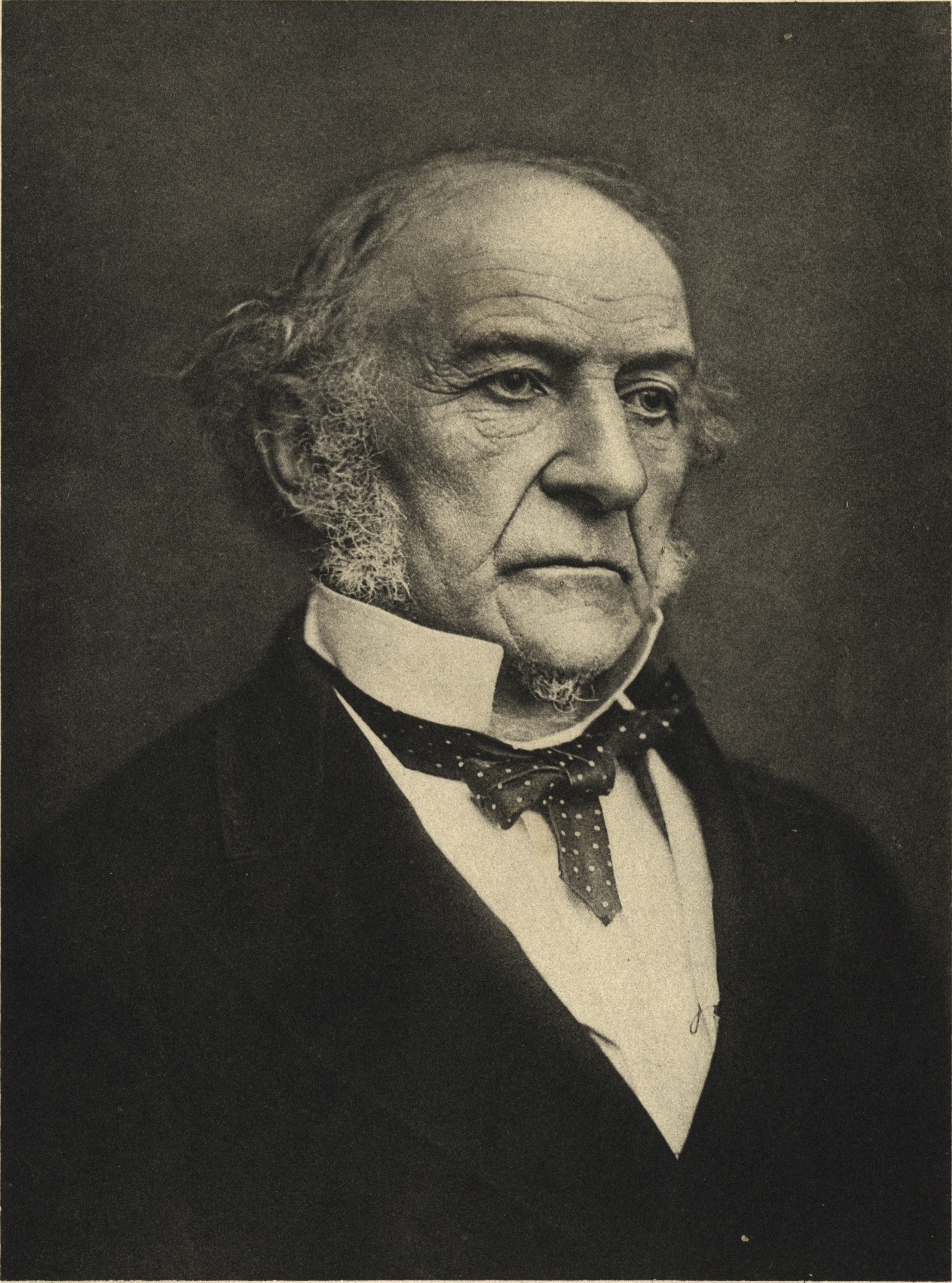
Prim-ministrul William Ewart Gladstone

William Ewart Gladstone a fost echivalentul liberal al lui Disraeli, prim-ministru de patru ori (1868–1874, 1880–1885, 1886 and 1892–1894). Politicile lui financiare, bazate pe noțiunea de buget echilibrat, pe taxe reduse și laissez-faire, se potriveau unei societăți capitaliste în curs de dezvoltare, dar nu puteau răspunde eficient la schimbarea condițiilor economice și sociale. Denumit spre sfârșitul vieții  Grand Old Man („Marele Bătrân”), a fost mereu un dinamic orator popular care făcea apel cu intensitate la muncitorii britanici și la clasa mijlocie inferioară. Profund religios, Gladstone a adus un nou ton moral în politică, cu sensibilitatea lui evanghelică. Moralismul lui i-a înfuriat adesea pe adversarii din clasele superioare (inclusiv pe regina Victoria, care îl favoriza cu tărie pe Disraeli), iar controlul exercitat de el cu o mână forte a divizat Partidul Liberal. Obiectivul lui de politică externă a fost crearea unei ordini europene pe bază de cooperare în loc de conflict și pe încredere reciprocă în loc de rivalitate și suspiciune; domnia legii urma să ia locul domniei forței și interesului egoist. Acestui concept gladstonian de armonios Concert al Europei i se opuneau germanii, care în final au avut câștig de cauză, cu un sistem bismarckian bazat pe manipularea alianțelor și antagonismelor.

#### Salisbury
Prim-ministrul conservator Lord Salisbury era un „lider talent care a fost reprezentant de seamă al conservatorismului tradițional, aristocratic”. Salisbury era un „bun ministru de externe, [dar] esențialmente negativ, cu adevărat reacționar în politica internă”. Estimarea unui alt istoric este mai favorabilă; el îl descrie pe Salisbury ca un lider care „a ținut în frâu valul popular vreme de douăzeci de ani”. „În ramura progresistă a conservatorismului modern, el pur și simplu nu își va găsi locul.” Alt istoric a atras atenția asupra „îngustului cinism al lui Salisbury”. Un admirator al lui acceptă că Salisbury considera democrația născută din Legile de reformare din 1867 și 1884 ca fiind „poate mai puțin problematice decât se aștepta—reușind, prin personalitatea sa publică, să amelioreze o parte din răul ei.”

### Moralitatea
Epoca Victoriană a rămas în istorie pentru standardele victoriene de moralitate personală. Istoricii sunt în general de acord că clasele de mijloc aveau standarde morale personale înalte (și de obicei le respectau), dar au dezbătut amplu pe tema dacă clasele muncitorești le urmau exemplul. Moraliștii de la sfârșitul secolului al XIX-lea, ca Henry Mayhew, deplângeau mahalalele pentru ceea ce el considera a fi prea frecventul concubinaj fără căsătorie, și pentru nașterile de copii din flori. Unele cercetări noi, folosind analize computerizate pe date arată că rata concubinajului era de fapt foarte redusă—sub 5%—în rândul clasei muncitoare și săracilor.

## Începutul secolului al XX-lea
Prim-miniștri din 1900 până în 1923: Lord Salisbury, Arthur Balfour, Henry Campbell-Bannerman, HH Asquith, David Lloyd George, Bonar Law.

### Epoca Edwardiană: 1901–1914
Regina Victoria a murit în 1901 și fiul ei Edward al VII-lea a devenit rege, inaugurând Epoca Edwardiană, caracterizată prin opulența mare și ostentativă, spre deosebire de sumbra Epocă Victoriană. După începutul secolului al XX-lea, au început să fie frecvent folosite lucruri ca filmele, automobilele, și avioanele. Noul secol se caracteriza printr-un sentiment de mare optimism. Reformele sociale ale secolului trecut au continuat și în cel nou, prin formarea Partidului Laburist în 1900. Edward a murit în 1910, și i-a urmat la tron George al V-lea, care a domnit între 1910–1936. Harnic și popular, neimplicat în scandaluri, George al V-lea a fost monarhul britanic care, alături de regina Mary, a pus bazele normei moderne de conduită exemplară pentru familia regală britanică, pe baza valorilor și virtuților clasei de mijloc. El a înțeles Imperiul de peste mări mai bine ca orice prim-ministru al lui și s-a folosit de excepționala lui memorie a cifrelor și detaliilor, indiferent dacă era vorba de uniforme, politică, și relații, cu mult succes în relația cu supușii lui.
Epoca a fost una prosperă, dar escaladarea crizelor politice scăpa de sub control. În  1910–1914 au lovit simultan mai multe crize: criza Irlandeză, care a cauzat grave instabilități sociale și politice; frământări muncitorești; mișcarea pentru dreptul de vot al femeilor, și luptele politice partizane și constituționale din Parlament. La un moment dat, părea chiar că Armata avea să refuze ordinele de a pacifica Irlanda. Nu părea să se prefigureze nicio soluție, dar izbucnirea Marelui Război în 1914 a lăsat problemele interne pe plan secundar. Sistemul de partide politice al Epocii Edwardiene era într-un echilibru fragil la începutul războiului, în 1914. Liberalii erau la putere, cu o alianță progresistă cu laburiștii și, fluctuant, cu naționaliștii irlandezi. Coaliția era angajată în favoarea liberului schimb (spre deosebire de taxele vamale mari pe care le doreau conservatorii), negocieri colective libere pentru sindicate (față de care conservatorii se opuneau), o politică socială activă care construia un stat al bunăstării, și reforme constituționale care să reducă puterea Camerei Lorzilor. Coaliției îi lipsea un plan pe termen lung, deoarece fusese alcătuită din resturi de partide din anii 1890. Baza sociologică a ei era neanglicanismul și celelalte etnii decât cea engleză, și nu conflictul de clasă emergent pe care punea accent Partidul Laburist.

### Marele Război

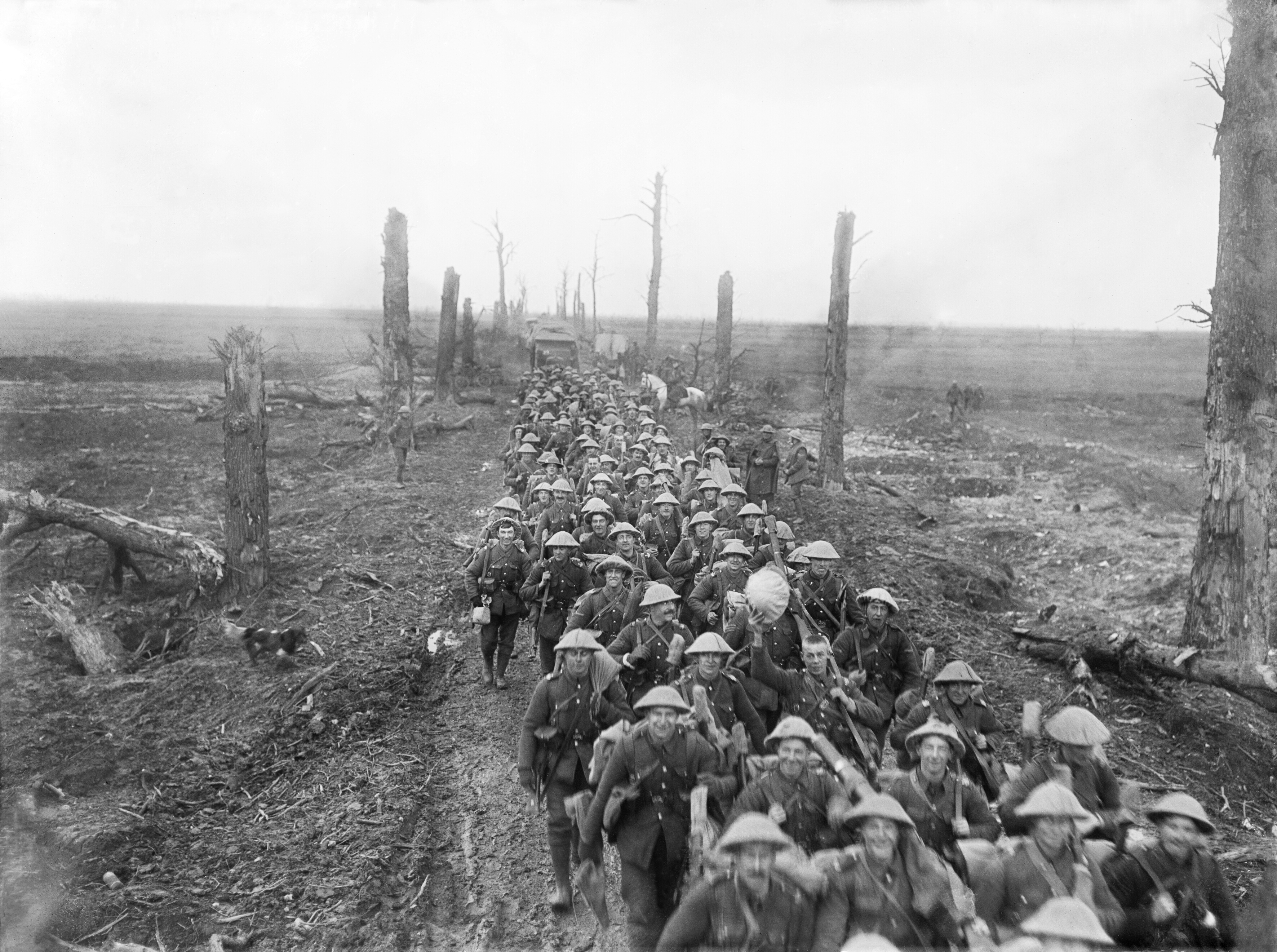
Soldați din Regimentul Nottinghamshire și Derbyshire urmându-i pe germani la Brie, martie 1917

După un început dificil, Regatul Unit condus de David Lloyd George a reușit să-și mobilizeze resursele umane, industria, finanțele, imperiul și diplomația în alianță cu francezii și americanii, și a învins Puterile Centrale. Economia a crescut cu circa 14% între 1914 și 1918 în ciuda absenței atât de multor bărbați plecați în armată; economia germană, în schimb, s-a micșorat cu 27%. Marele Război a adus o scădere a consumului civil, și o mare realocare către muniții. Ponderea statului în PIB a urcat de la 8% în 1913 la 38% în 1918 (în 1943 avea să ajungă la 50%). Războiul a obligat Regatul Unit să își consume rezervele financiare și să împrumute sume mari de la SUA. 
Regatul Unit a intrat în război pentru a apăra Belgia de agresiunea germană, și și-a asumat rapid rolul de luptător împotriva Armatei Imperiale Germane pe Frontul de Vest, și obiectivul de a demonta Imperiul colonial German. Noțiunile romantice de război la care se aștepta toată lumea s-au estompat pe măsură ce luptele din Franța s-au împotmolit în război de tranșee. De-a lungul Frontului de Vest, britanicii și francezii au lansat asalturi repetate asupra liniilor germane de tranșee în 1915–1917, în care au murit și au fost răniți sute de mii de oameni, dar au obținut doar sucese limitate. Până la începutul lui 1916, când numărul de voluntari scădea, guvernul a impus serviciul militar obligatoriu (dar nu a putut face același lucru în Irlanda, unde naționaliștii de toate categoriile i s-au opus activ) pentru a menține forța armatei. Industria a produs muniție în mari cantități, multe femei angajându-se în fabrici. Guvernul Asquith s-a dovedit ineficient, dar când David Lloyd George l-a înlocuit în decembrie 1916 Regatul Unit a câștigat un puternic și capabil lider pe timp de război.
Marinaa a continuat să domine mările și a luptat contra Marinei Imperiale Germane în singura mare bătălie navală, bătălia Iutlandei din 1916, terminată fără un învingător clar. Germania a fost supusă unei blocade și s-a confruntat cu penurii din ce în ce mai grave de alimente. A încercat să riposteze cu submarine, în ciuda riscului de a provoca la război puterea neutră Statele Unite. Apele din jurul Regatului Unit au fost declarate de germani zonă de război, în care orice navă, sub pavilion de țară neutră sau implicată în conflict, era considerată de ei țintă legitimă. După scufundarea vaporului de linie Lusitania în mai 1915, soldată cu moartea a peste 100 de pasageri americani, protestele Statelor Unite au determinat Germania să renunțe la războiul submarin nerestricționat. În primăvara lui 1917, a reluat însă acțiunea de scufundare fără avertisment a tuturor navelor comerciale. Statele Unite au intrat în război de partea Antantei în 1917, și au furnizat forța umană, banii și proviziile necesare pentru a o menține în luptă. Pe alte fronturi, britanicii, francezii, neozeelandezii, australienii și japonezii au ocupat coloniile Germaniei. Regatul Unit s-a luptat și cu Imperiul Otoman, fiind învins în  Campania Gallipoli și (la început) în Mesopotamia, dar i-a ridicat la luptă pe arabii care au ajutat la izgonirea turcilor din Mesopotamia și Palestina. Epuizarea și nemulțumirea față de război se agravau în 1917, pe măsură ce luptele din Franța continuau fără a părea să se apropie de vreun sfârșit. Rusia s-a prăbușit în Revoluțiile din 1917, iar Germania și-a făcut calculul că poate avea în sfârșit superioritate numerică pe Frontul de Vest. Masivele ofensive de primăvară ale Germaniei din 1918 nu s-au concretizat, iar sosirea unui milion de soldați din Forța Expediționară Americană într-un ritm de 10.000 pe zi în mai 1918 i-a făcut pe germani să înțeleagă că sunt copleșiți. Germania a renunțat la luptă, acceptând un Armistițiu pe 11 noiembrie 1918. Acesta a fost practic o capitulare a Germaniei, care și-a predat flota și armamentul greu, și și-a retras armata în spatele Rinului.
În 1918, armata ajunsese la cinci milioane de oameni, și nou apăruta Forță Aeriană Regală, alcătuită din Royal Naval Air Service (RNAS) și Royal Flying Corps (RFC), era aproximativ cât toată armata înainte de război. Cei aproximativ trei milioane de morți au rămas amintiți ca „generația pierdută”, și imensitatea pierderilor a lăsat cicatrici în societate; chiar și așa însă, unii oameni au simțit că sacrificiul lor nu a fost prețuit destul în Regatul Unit, poezii ca „Blighters” de Siegfried Sassoon criticând războiul ca eșec al omenirii. Moștenirea literară de după război s-a concentrat pe uciderea în masă, măcelul mecanizat, propaganda mincinoasă și profunda dezamăgire, anihilând astfel vechile imagini romantizate ale gloriei războiului.

### După război
Războiul fusese câștigat de Regatul Unit și de aliații lui, dar cu costuri umane și financiare teribile, care au lăsat sentimentul că astfel de războaie nu ar trebui să se mai repete. A fost înființată Liga Națiunilor pe ideea că națiunile trebuie să-și rezolve diferendele pașnic, dar aceste speranțe au fost deșarte.
După război, Regatul Unit a dobândit colonia germană Tanganyika și o parte din Togoland în Africa. A primit mandat al Ligii Națiunilor asupra Palestinei, care a fost transformat într-o patrie a poporului evreu, și asupra Irakului, format din trei foste provincii otomane din Mesopotamia; acesta din urmă a devenit deplin independent în 1932. Regatul Egiptului, care fusese sub ocupație britanică din 1882, și protectorat britanic din 1914, a devenit independent în 1922 după Revoluția Egipteană din 1919, deși trupele britanice aveau să rămână staționate acolo până la Criza Suezului din 1956.
În afacerile interne, Legea locuințelor din 1919 a dus la apariția de locuințe sociale accesibile, care au permis oamenilor să se mute din mahalalele dărăpănate din centrul orașelor. Mahalalele au mai persistat câțiva ani, tramvaiele fiind electrificate cu mult înaintea multor case. Legea reprezentării populare din 1918 a acordat dreptul de vot femeilor care erau cap de familie, dar abia în 1928 s-a ajuns la drept de vot egal și deplin. Partidul Laburist a luat locul Partidului Liberal ca a doua forță politică a țării și a obținut un succes major la alegerile generale din 1922.

## Irlanda

### Campania pentru autonomia Irlandei
O parte a înțelegerii care dusese la Legea de unire din 1800 stipula că legile penale din Irlanda aveau să fie abolite și că se va acorda emanciparea catolicilor. Regele George al III-lea a blocat însă emanciparea, susținând că ea ar fi o încălcare a jurământului său de la încoronare de a apăra Biserica Anglicană. Campania avocatului Daniel O'Connell, alături de moartea lui George al III-lea, au dus la înfăptuirea emancipării catolicilor în 1829. De atunci, romano-catolicii au căpătat dreptul de a fi mebri ai Parlamentului Regatului Unit al Marii Britanii și Irlandei. Nu emanciparea catolicilor era obiectivul real al lui O'Connell, ci anularea Legii de unire cu Marea Britanie. La 1 ianuarie 1843, O'Connell a declarat cu încredere, dar eronat, că anularea unirii se va realiza în acel an. Când insula a fost lovită de un dăunător al cartofilor în 1846, mare parte din populația rurală, mai ales în zonele catolice, a început să moară de foame.
Deși, fondurile guvernamentale alocate au fost completate de donații private, acțiuni de caritate, și de ajutoare din Statele Unite, nu a fost de ajuns pentru a evita o mare catastrofă. Guvernul Lordului John Russell a încercat să asigure un credit de 8 milioane de lire și pregătea unul nou, dar acestea au produs o criză financiară agravată de cererea de fonduri pentru căi ferate și importuri de alimente. Criza a împiedicat cheltuirea fondurilor obținute prin credit concomitent cu păstrarea convertibilității lirei în aur, iar fondurile guvernamentale au fost tăiate în 1847 iar costurile ajutorării au fost transferate bugetelor locale din Irlanda. Muncitorii din agricultură nu au mai avut de lucru și emigrația a ajuns la apogeu în ceea ce în Irlanda a rămas în amintire ca „Marea Foamete”. O minoritate semnificativă a ales în funcții unioniștii, care susțineau păstrarea uniunii cu Marea Britanie. Un jurist anglican irlandez, Isaac Butt, a construit o nouă mișcare naționalistă moderată, Liga Autonomiei, în anii 1870. După moartea lui Butt, mișcarea autonomistă, sau Partidul Parlamentar Irlandez cum era numită, a fost transformată într-o forță politică majoră sub îndrumarea lui William Shaw și a unui tânăr latifundiar Protestant anglo-irlandez, Charles Stewart Parnell.
Mișcarea lui Parnell milita pentru „autoguvernare”, prin care ea înțelegea că Irlanda avea să se guverneze singură ca o regiune în cadrul Regatului Unit. Două proiecte de lege privind autonomia națională (1886 și 1893) au fost introduse de prim-ministrul liberal William Ewart Gladstone, dar niciunul nu a fost adoptat, mai ales din cauza opoziției Partidului Conservator și a Camerei Lorzilor. Problema a rămas o sursă de dispută în toată Irlanda, deoarece o majoritate semnificativă a unioniștilor (în mare parte, dar nu exclusiv, stabiliți în Ulster) se opuneau autonomiei, temându-se că un parlament naționalist catolic („Rome Rule”) la Dublin avea să-i discrimineze sau să se răzbune pe ei, că ar impune doctrina romano-catolică și taxe vamale asupra industriei. Deși cea mai mare parte a Irlandei era predominant agrară, șase dintre comitatele din Ulster erau centrul industriei grele și ar fi fost afectate de orice bariere tarifare impuse.
Revendicările irlandezilor cuprindeau o gamă largă de la abolirea unirii cerută de O'Connell, la „schema federală” a lui William Sharman Crawford (de fapt o formă de devoluție, nu chiar federalism), și până la Liga Autonomiei a lui Isaac Butt. La jumătatea secolului al XIX-lea, Irlanda nu se apropiase deloc de autonomie, iar rebeliunile din 1848 și 1867 au eșuat.
Campania lui O'Connell a fost stânjenită și de anvergura limitată dreptului de vot în Irlanda. Pe măsură ce se extindea dreptul de vot, partidele antiunioniste obțineau câștiguri în Irlanda. Candidând pe o platformă ce susținea o formă de autoguvernare similară celei ce fusese înfăptuite cu succes în Canada prin Legea Americii de Nord Britanice din 1867, autonomiștii au obținut majoritarea locurilor parlamentare alocate Irlandei, atât comitatelor cât și orașelor, în 1874. Până în 1882, conducerea mișcării autonomiste trecuse în mâinile lui Charles Stewart Parnell de la Partidul Parlamentar Irlandez. Lărgirea dreptului de vot a schimbat și mixul ideologic în rândul parlamentarilor din afara Irlandei, care au devenit mai receptivi la revendicările irlandezilor. Alegerile din 1885 au dus la un parlament fără majoritate în care Partidul Parlamentar Irlandez devenise indispensabil pentru guvernare. La început, ei au susținut un guvern minoritar al conservatilor, dar când s-a aflat că liderul Partidului Liberal, Gladstone, era înclinat spre acordarea autonomiei, irlandezii au dat jos guvernul conservator și i-au adus la guvernare pe liberali.
Prima lege a autonomiei a lui Gladstone a fost modelată îndeaproape după autonomia acordată Canadei în 1867. Parlamentarii irlandezi urmau să nu mai voteze la Westminster, ci să aibă propriul parlament separat la Dublin, care urma să controleze problemele interne. Politica externă și afacerile militare rămâneau în sarcina Londrei. Propunerile lui Gladstone nu au mers atât de departe pe cât își doreau majoritatea naționaliștilor irlandezi, și totuși erau prea radicale atât pentru unioniștii irlandezi, cât și pentru cei britanici: prima propunere de autonomie politică a fost respinsă în Camera Comunelor în urma divizării votului din Partidul Liberal. Liderul liberal Joseph Chamberlain s-a pus în fruntea luptei împotriva autonomiei în Parlament. El s-a despărțit de Gladstone și, în 1886, a format un nou partid, Partidul Liberal Unionist. El a contribuit la respingerea autonomiei și, în cele din urmă, a fuzionat cu Partidul Conservator. Chamberlain s-a folosit de anticatolicism pentru a construi o bază pentru noul partid în rândul elementelor protestante nonconformiste „portocalii” din Marea Britanie și Irlanda.  Liberal-unionistul John Bright a inventat popularul slogan al partidului, „Autoguvernarea înseamnă guvernarea Romei” (în engleză Home Rule means Rome Rule).
Gladstone a dus chestiunea în fața poporului la alegerile din 1886, dar unioniștii (conservatorii plus liberal-unioniștii) au câștigat majoritatea. În 1890, într-un caz de divorț s-a dezvăluit că Parnell își înșelase soția; a fost înlăturat de la putere și a murit în 1891. Gladstone a introdus o a doua propunere de Lege a autonomiei în 1893, care de această dată a fost adoptată de Camera Comunelor, pentru a fi însă respinsă în Camera Lorzilor, dominată de conservatori. Conservatorii au venit la putere și au guvernat până în 1906, iar autonomia nu a mai fost pusă pe tapet. În schimb, împroprietăririle subvenționate au redus mult prezența protestanților în Irlanda de la sud de Ulster. Respinse de conservatori, forțele naționaliste irlandeze nu au avut de ales și au susținut Partidul Liberal minoritar. S-au desprins și alte grupuri, care însă au fuzionat în 1900 în Partidul Parlamentar Irlandez condus de John Redmond.
Guvernul conservator credea și că revendicările din Irlanda ar putea fi satisfăcute dacă catolicii sunt ajutați să-și cumpere fermele pe care le munceau de la proprietarii lor protestanți. O soluție cu despăgubire și fără forță a fost numită „omorârea autonomiei cu blândețe”. Printre reformele adoptate în această idee s-au numărat Legea guvernării locale (Irlanda) din 1898 și Legea achiziției de pământ (Irlanda) din 1903. Între 1868 și 1908, cheltuielile statului efectuate în Irlanda au crescut, mari întinderi de pământ au fost cumpărate de la latifundiari și redistribuite unor mici proprietari, administrația locală a fost democratizată, și dreptul la vot a fost extins. Irlanda a rămas liniștită până în preludiul Primului Război Mondial, când guvernul liberal a adoptat Legea de guvernare a Irlandei din 1914, iar protestanții din Ulster s-au mobilizat să i se opună cu forța.
Protestanții din Ulster au început să se înarmeze și să formeze miliții gata de luptă; conducerea armatei britanice a indicat că nu va acționa pentru a-i suprima pe protestanți (incidentul de la Curragh). Brusc, însă, a izbucnit războiul cu Germania, iar autonomia a fost suspendată pe durata acestuia. În Irlanda nu a existat serviciu militar obligatoriu; serviciul militar era opțional. Un număr mare de tineri protestanți și catolici s-au oferit însă voluntari să lupte contra Germaniei.

### Independența Irlandei

Statul Liber Irlandez (roșu) în 1922

Rebeliunea de Paști din 1916, în care s-au folosit arme furnizate de Imperiul German, a fost prost organizată. Armata britanică a reprimat-o după o săptămână de lupte, dar execuția în grabă a 15 din liderii ei a înstrăinat opinia publică irlandeză. Peste noapte, revendicările de autonomie s-au transformat în cereri de independență deplină. Cabinetul a hotărât că legea din 1914 trebuie pusă în aplicare imediat, și ca la Dublin să se formeze un guvern. Negocierile au intrat în impas după ce Ulsterul s-a mobilizat. Londra a mai făcut o încercare de a implementa autonomia în 1917, prin convocarea Convenției Irlandeze. Prim-ministrul Lloyd George dorea în aprilie 1918 o „politică duală” care să încerce să lege implementarea autonomiei de extinderea serviciului militar obligatoriu în Irlanda. Naționaliștii irlandezi au respins serviciul militar obligatoriu și un val de demonstrații anti-recrutare a dat semnalul creșterii susținerii pentru independența totală. Vechiul Partid Irlandez s-a destrămat, iar naționaliștii au fost uniți de o nouă forță politică, Sinn Féin, care cerea îndeplinirea obiectivelor prin forță.
Sinn Féin a câștigat alegerile generale din 1918 și, în conformitate cu politica sa de abstenționism, nu și-a trimis parlamentarii aleși la Westminster, hotărând în schimb formarea la Dublin a propriului parlament separatist, Dáil Éireann, care a proclamat independența. Guvernul britanic a încercat să suprime Primul Dáil, și a urmat Războiul de Independență al Irlandei. Soluția încercată de Londra a fost înființarea a două parlamente irlandeze care să deschidă calea pentru al patrulea proiect de Lege a autonomiei, care a fost adoptat sub denumirea de Legea guvernării Irlandei din 1920, concomitent cu încercările de a învinge Sinn Féin și Armata Republicană Irlandeză, care la acea vreme opera sub mandatul legislativului Dáil Éireann. La mijlocul anului 1921, s-a convenit un armistițiu între guvernul britanic și Sinn Féin, care a dus la semnarea tratatului anglo-irlandez. Pe 6 decembrie 1922, Irlanda de Sud a format un nou dominion numit Statul Liber Irlandez. Așa cum era de așteptat, „Irlanda de Nord” (șase comitate din Ulster) și-a exercitat imediat dreptul, în temeiul tratatului anglo-irlandez, de a se retrage din noul stat. Acest tratat a creat o diviziune în naționalismul irlandez și a dus la izbucnirea Războiului Civil Irlandez între Guvernul Provizoriu al Irlandei și facțiunea anti-tratat a Armatei Republicane Irlandeze. Unirea Marii Britanii cu cea mai mare parte a Ulsterului a căpătat în 1927 denumirea de Regatul Unit al Marii Britanii și Irlandei de Nord, pe care o păstrează până în prezent.

## Lista monarhilor

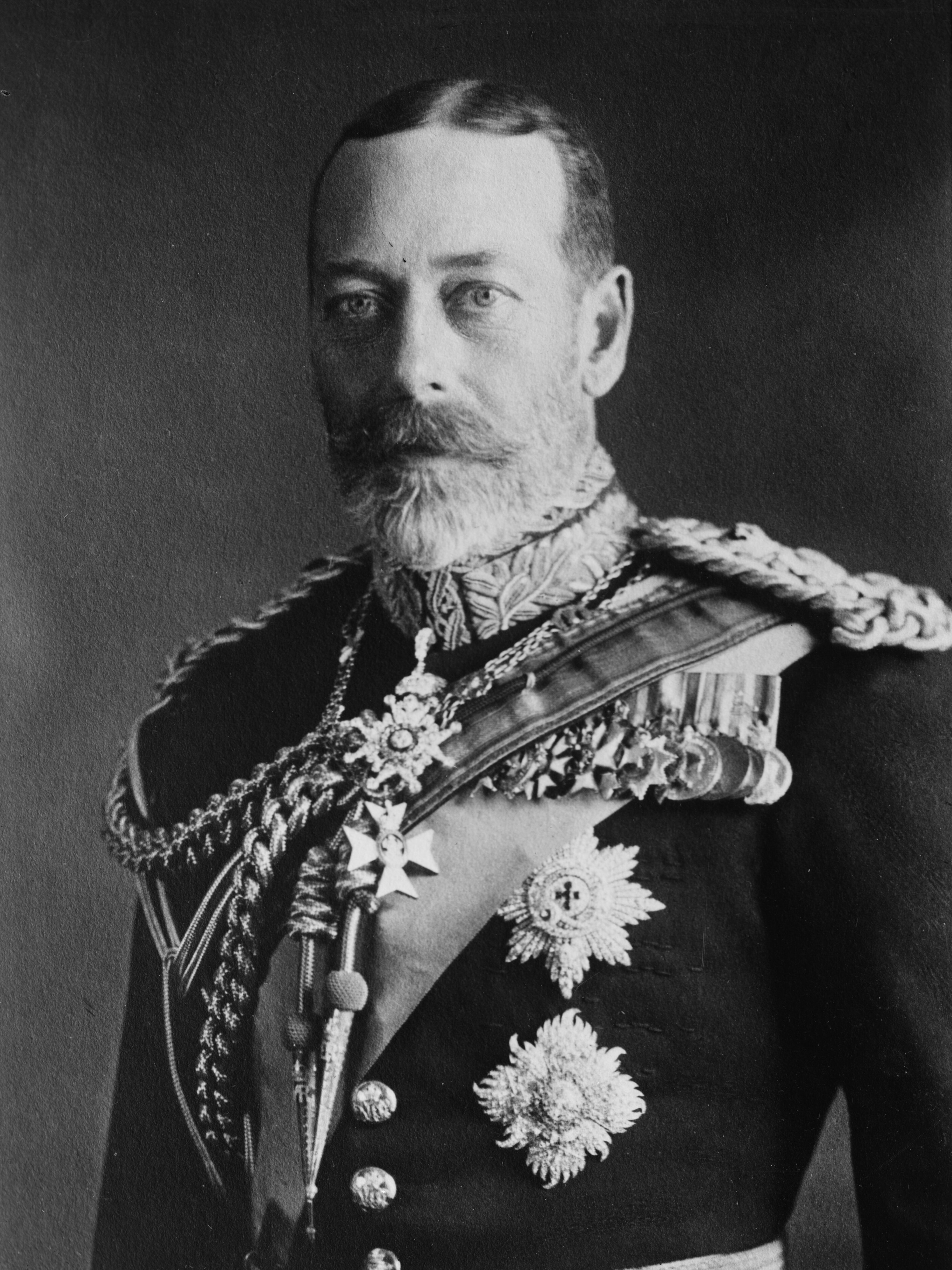
George al V-lea, ultimul rege britanic care a purtat titlul de rege al Regatului Unit al Marii Britanii și Irlandei

Până în 1927, titlul regal al monarhului includea cuvintele „al Regatului Unit al Marii Britanii și Irlandei”. În 1927, cuvintele „Regatul Unit” au fost eliminate din titlul regal, astfel încât monarhul a fost în schimb denumit „Rege/Regina Marii Britanii, Irlandei... [și a altor locuri]”. Cuvintele „Regatul Unit” au fost reintroduse în titlul monarhului în 1953, când referința la „Irlanda” a fost înlocuită cu cea la „Irlanda de Nord”.
- George al III-lea (1801–1820; monarh din 1760)
- George al IV-lea (1820–1830)
- William al IV-lea (1830–1837)
- Victoria (1837–1901)
- Eduard al VII-lea (1901–1910)
- George al V-lea (1910–1922; titlu folosit până în 1927, dar a rămas monarh până la moartea sa, în 1936)